# 澳門巴士10B路線
澳門巴士10B路線是由澳巴經營，往返馬場大馬路和殷皇子馬路的巴士路線。

## 簡介及歷史
- 本線在1994年設立，往返關閘及港澳碼頭，途經黑沙環及漁翁街，以應付10路線無法提供往返黑沙環及關閘的服務。

- 1997年7月，延長至南灣，來回程維持繞經港澳碼頭。

- 2011年8月1日，本線改由維澳蓮運經營。

- 2014年7月1日，本線改由新時代經營。

- 2016年11月5日，為重整祐漢區巴士站點分佈及路線行程，取消停靠「看台街／中銀」站和「祐漢公園」站。[1]

- 2016年11月18日，因應路面實際情況及客況，安排本線的部分班次跳站至“東北大馬路／廣華”站後繼續原線行駛。[2]

- 2016年12月10日，調整在外港碼頭的一段行程，往關閘方向取消停靠「外港碼頭」站、「友誼馬路／行車天橋」站，改停靠「回力」站。另外，為加快巴士周轉，改經祐漢第六街、拱形馬路後直接前往巴波沙大馬路，取消停靠「長壽馬路」站、「看台街／騎士馬路」站，並改停靠新設的「祐漢第六街」站。此外，「祐漢市場街」站遷移至永華街近僑光大廈，並更名為「永華街」。[3]

- 2017年4月22日，取消停靠「慕拉士／發電廠」站和「東北大馬路／海濱」站，改停靠新設的「東北大馬路／南澳」站。

- 2017年8月19日，取消停靠“亞馬喇前地”站。[4]

- 2017年8月23日，颱風天鴿襲澳，關閘總站受到嚴重風暴潮破壞，總站一度遷往祐漢第二街。[5]

- 2017年9月25日，位於馬場大馬路近信達廣場的巴士站正式啟用，本線改於該站落客，上客站位於「永定街」。

- 2017年9月30日，上述站點正式命名為「馬場大馬路」站。本線改於該站上落客。

- 2018年8月1日起，本線回復由澳巴經營。

- 2018年10月27日起，“高美士／何賢公園”站改名為“高美士／利澳”。

- 2019年7月27日起，多個巴士站開始改名：
  - “旅遊活動中心”站改名為“金蓮花廣場”；
  - “十月一日前地”站改名為“十月一號前地”。

- 2020年12月底至2021年4月3日，受慕拉士大馬路下水道工程影響，暫不停靠「慕拉士／飛通大廈」、「東北大馬路／南澳」站，臨時停靠「黑沙環新街／南華」站。

- 2021年1月1日起，為配合新巴士合同，本線更新目的地資訊，由「南灣」更名為「殷皇子馬路」。

- 2022年3月5日至9月20日，因高美士街管線工程關係，暫不停靠「回力」站。[6][7]

- 2022年5月28日起，「理工學院」站更名為「澳門理工大學」；「廈門街／理工」站更名為「廈門街／澳門理工大學」。[8]

- 2022年6月20日至25日，因應北京街鋪路工程，暫不停靠“北京街／假日酒店”。[9]

- 2022年6月25日至27日，因應高美士街鋪路工程，暫不停靠“金蓮花廣場”、“廈門街／澳門理工大學”，並改停靠“羅理基／馬六甲街”。[9]

- 2022年6月23日至12月31日，因應羅理基博士大馬路行人天橋優化工程，暫不停靠“治安警察局”。[10]

- 2022年7月11日至17日，因實施「全澳相對靜止管理」措施，本線暫停營運。[11]

- 2022年7月18日至22日，因宣佈延長“相對靜止管理”措施，本線維持上述措施。[12]

- 2022年7月23日起，因“相對靜止管理”結束，本線恢復營運。[13]

## 使用車輛

### 澳巴時期（舊兩巴時期）

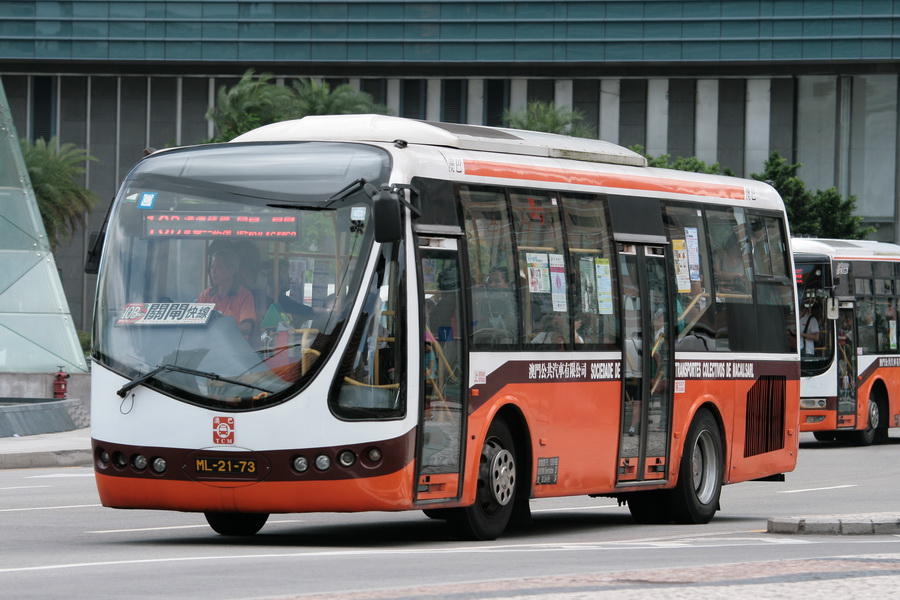
五洲龍FDG6920G
- 五洲龍FDG6920BG

### 維澳蓮運時期
- 宇通ZK6902HG

### 新時代時期
2016年12月前：

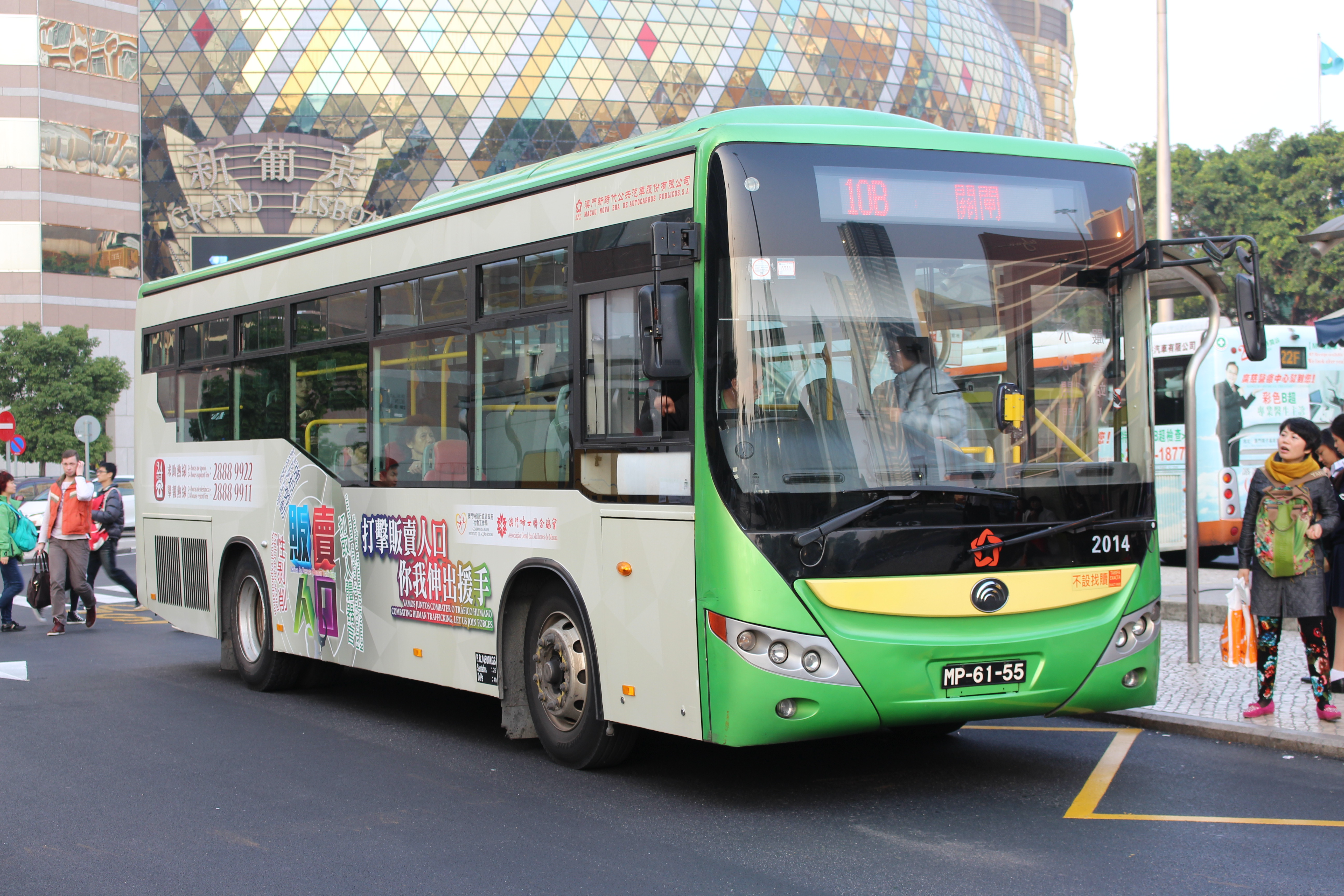
宇通ZK6902HG
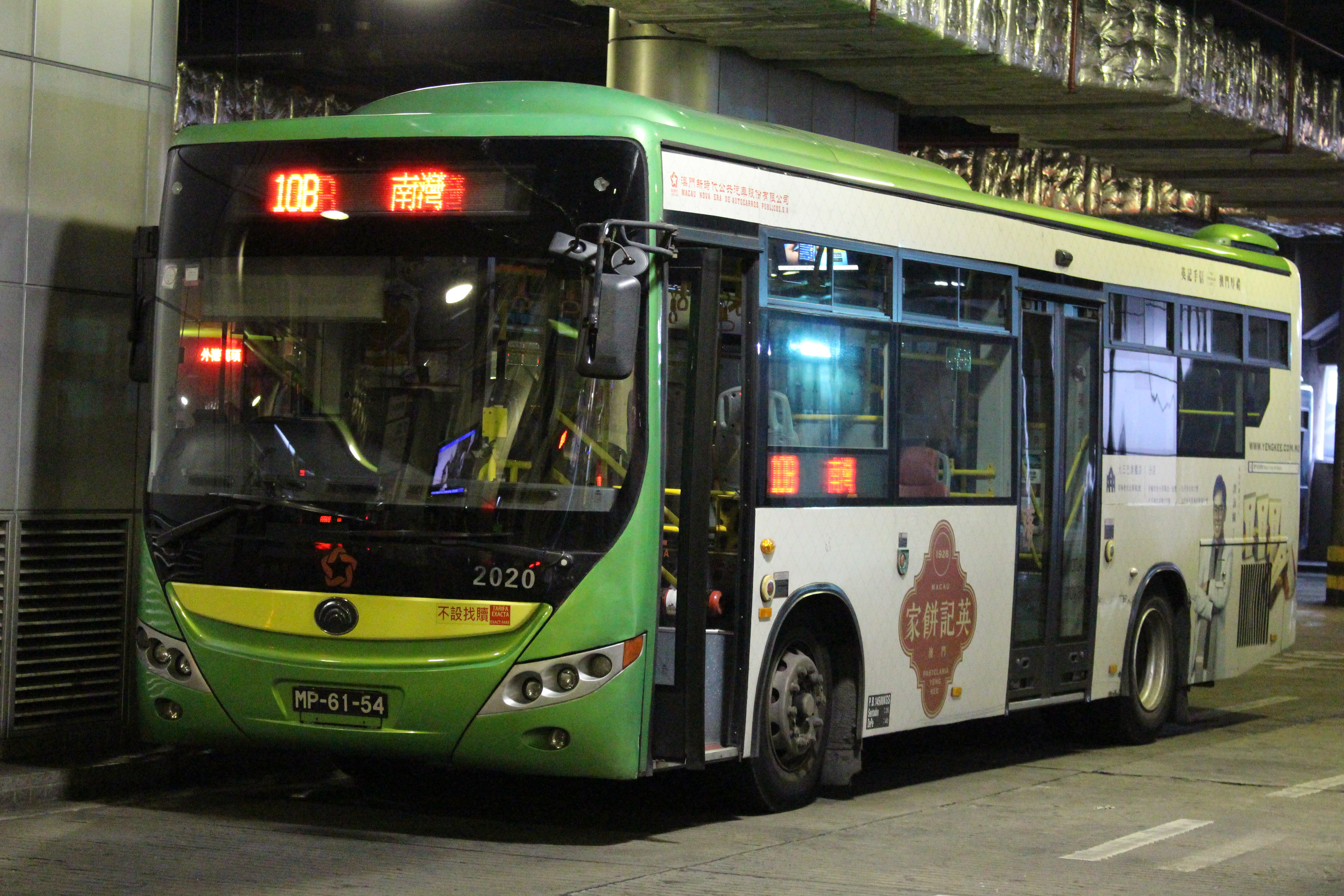
宇通ZK6902HG
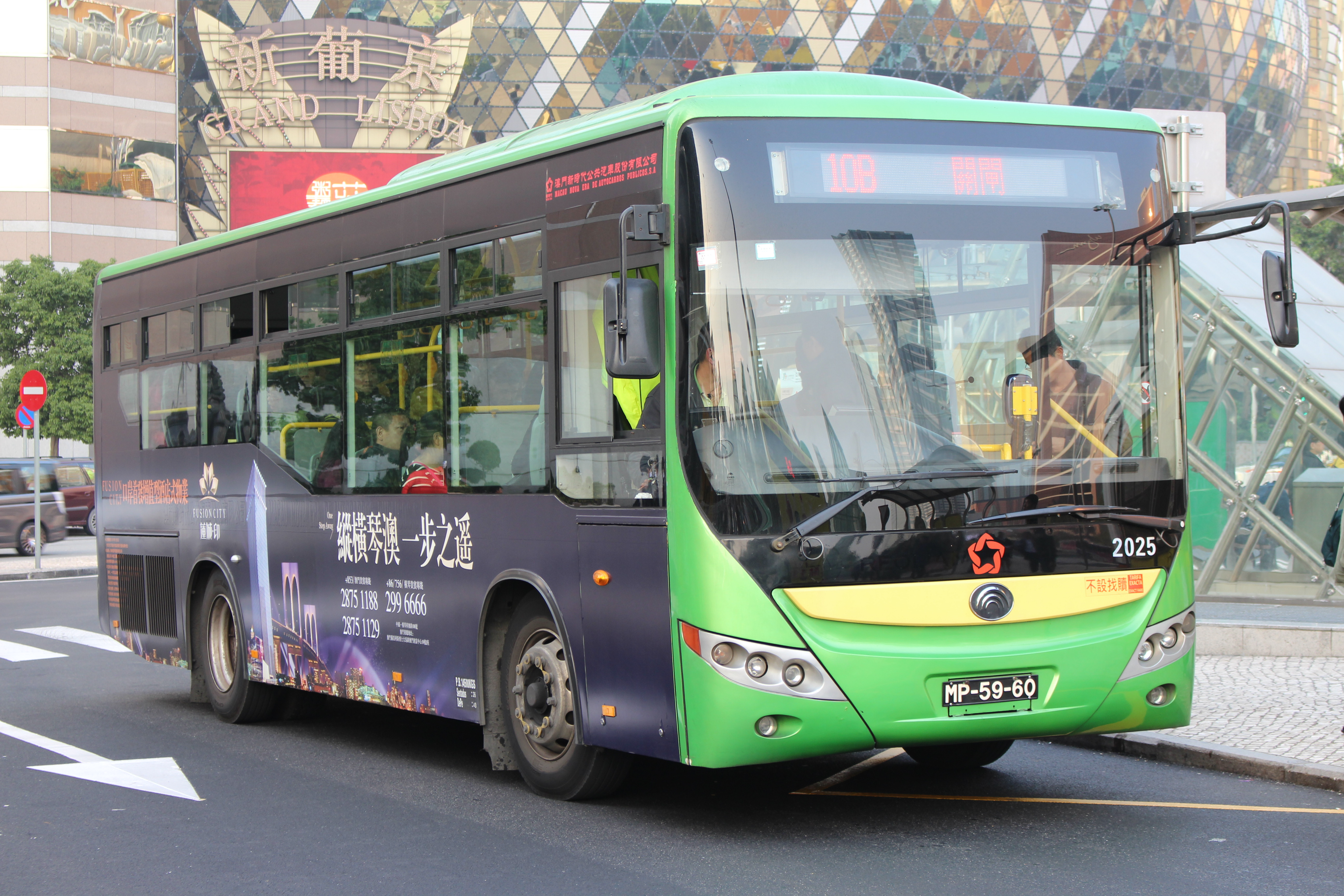
宇通ZK6902HG
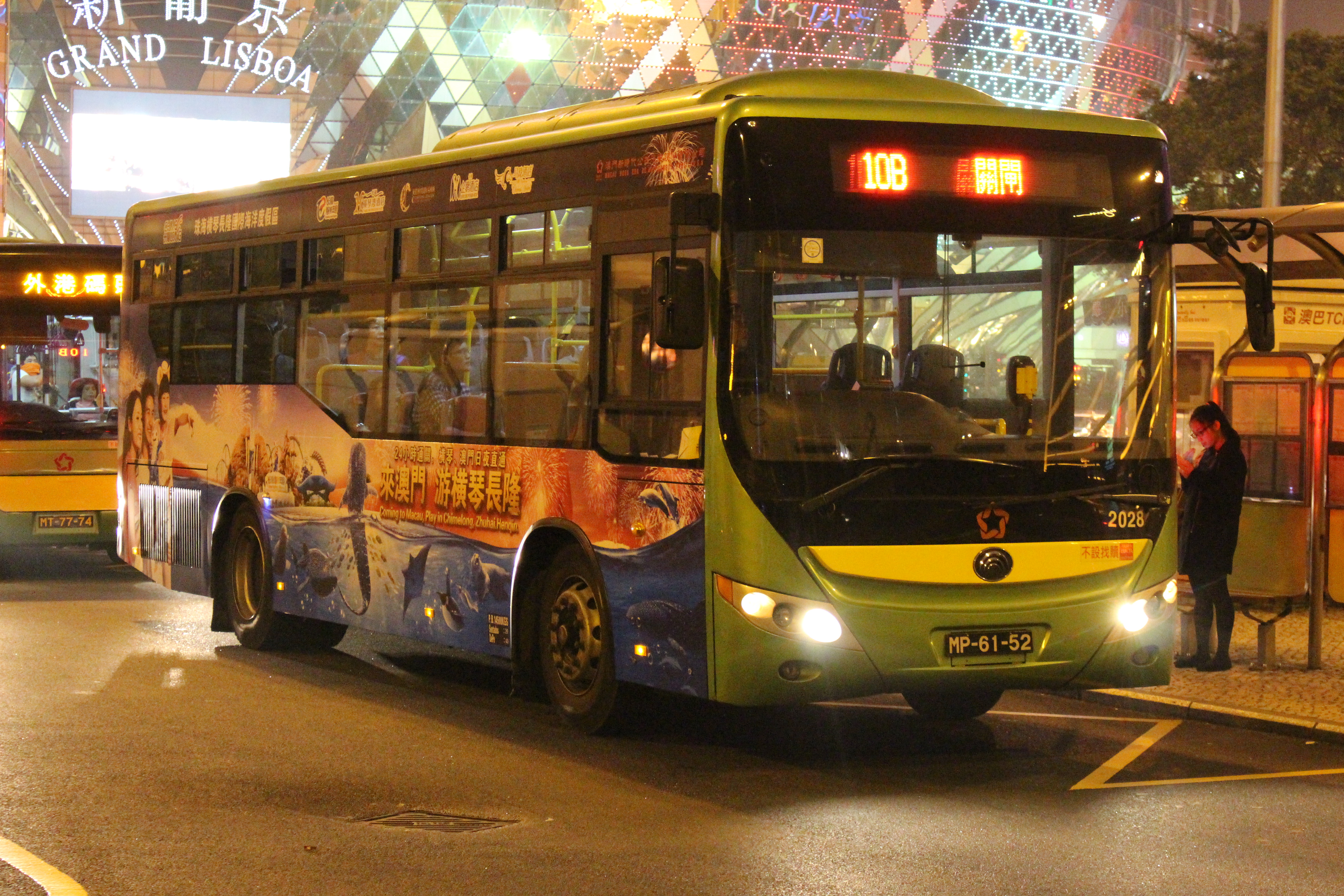
宇通ZK6902HG
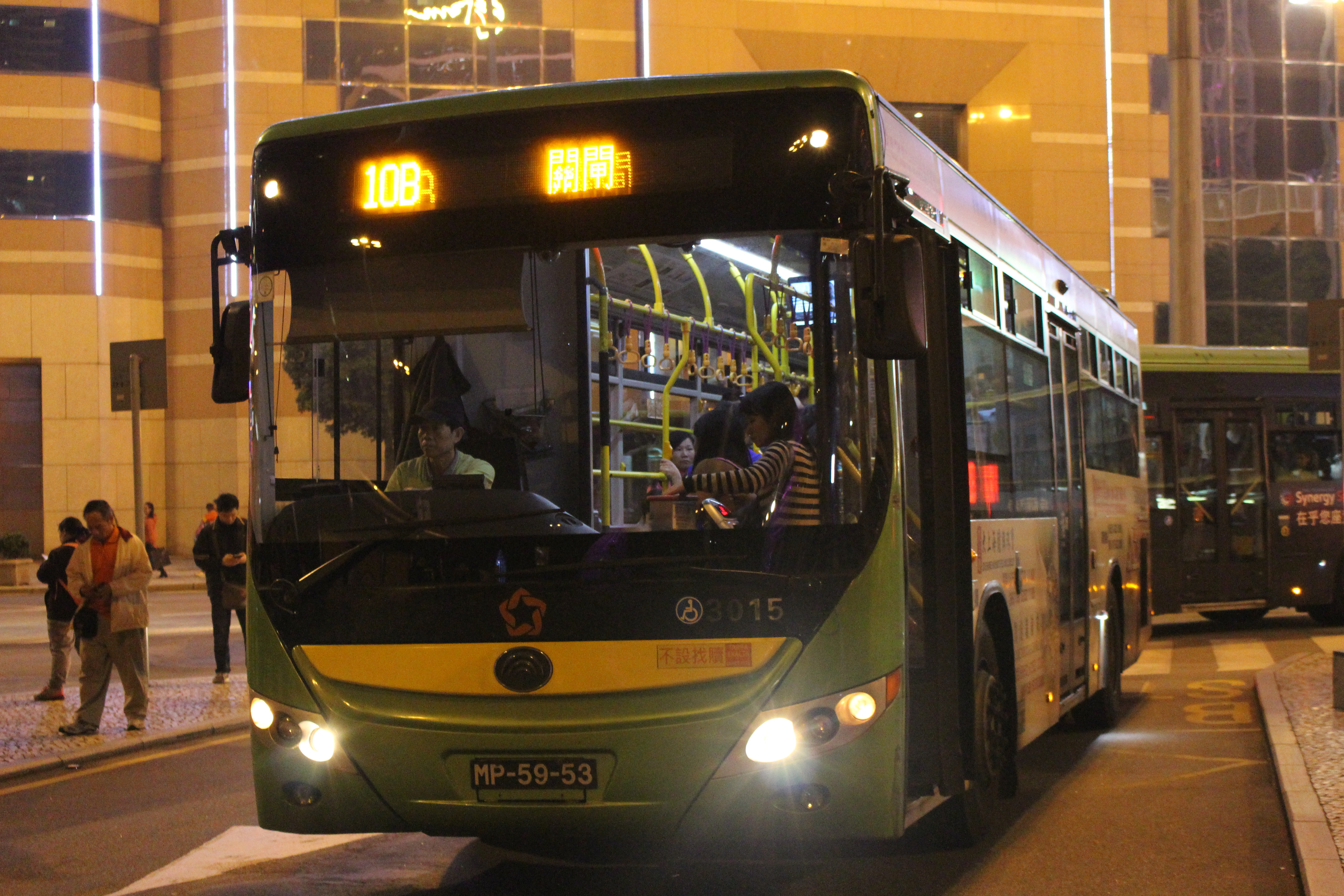
宇通ZK6118HGE
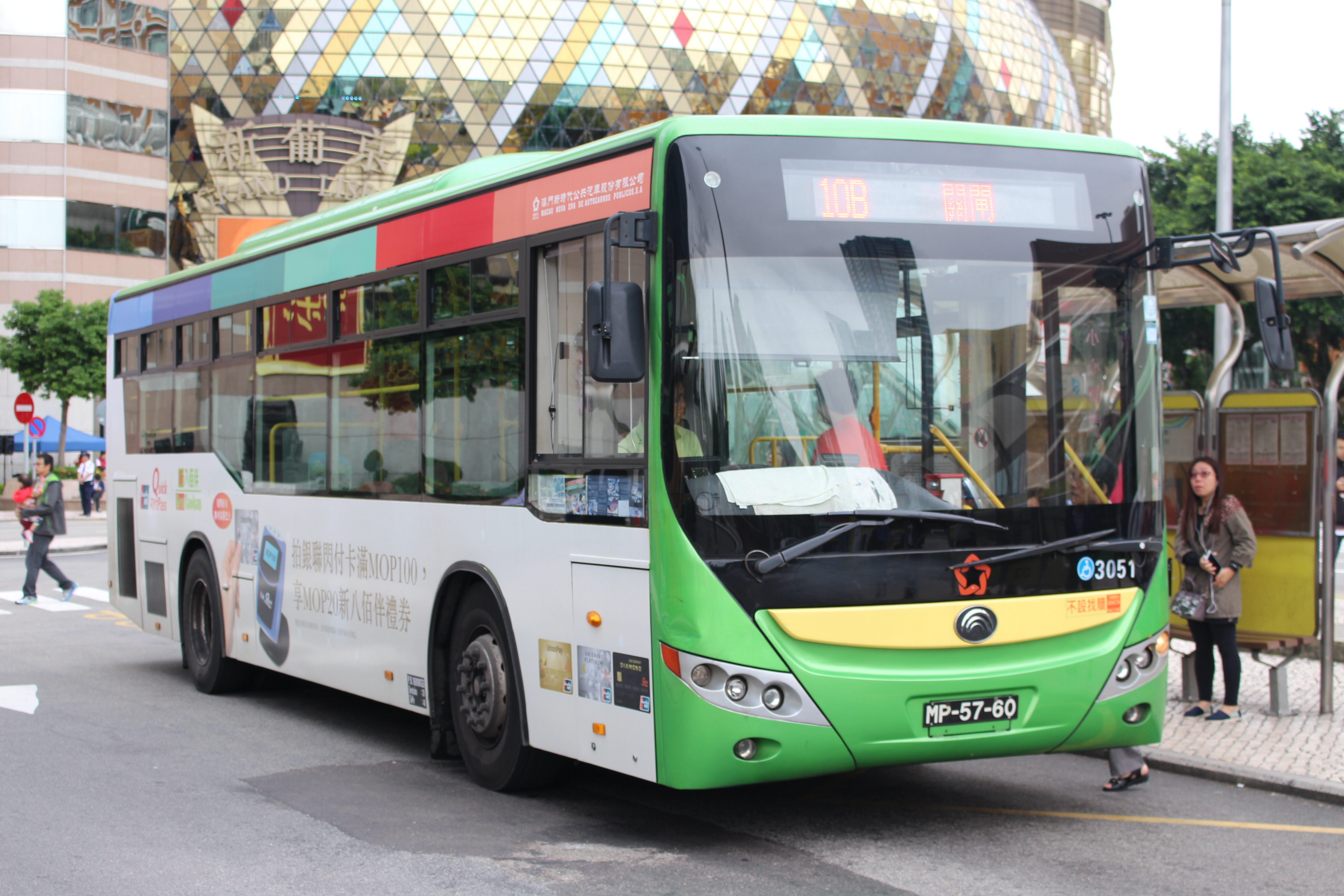
宇通ZK6118HGE
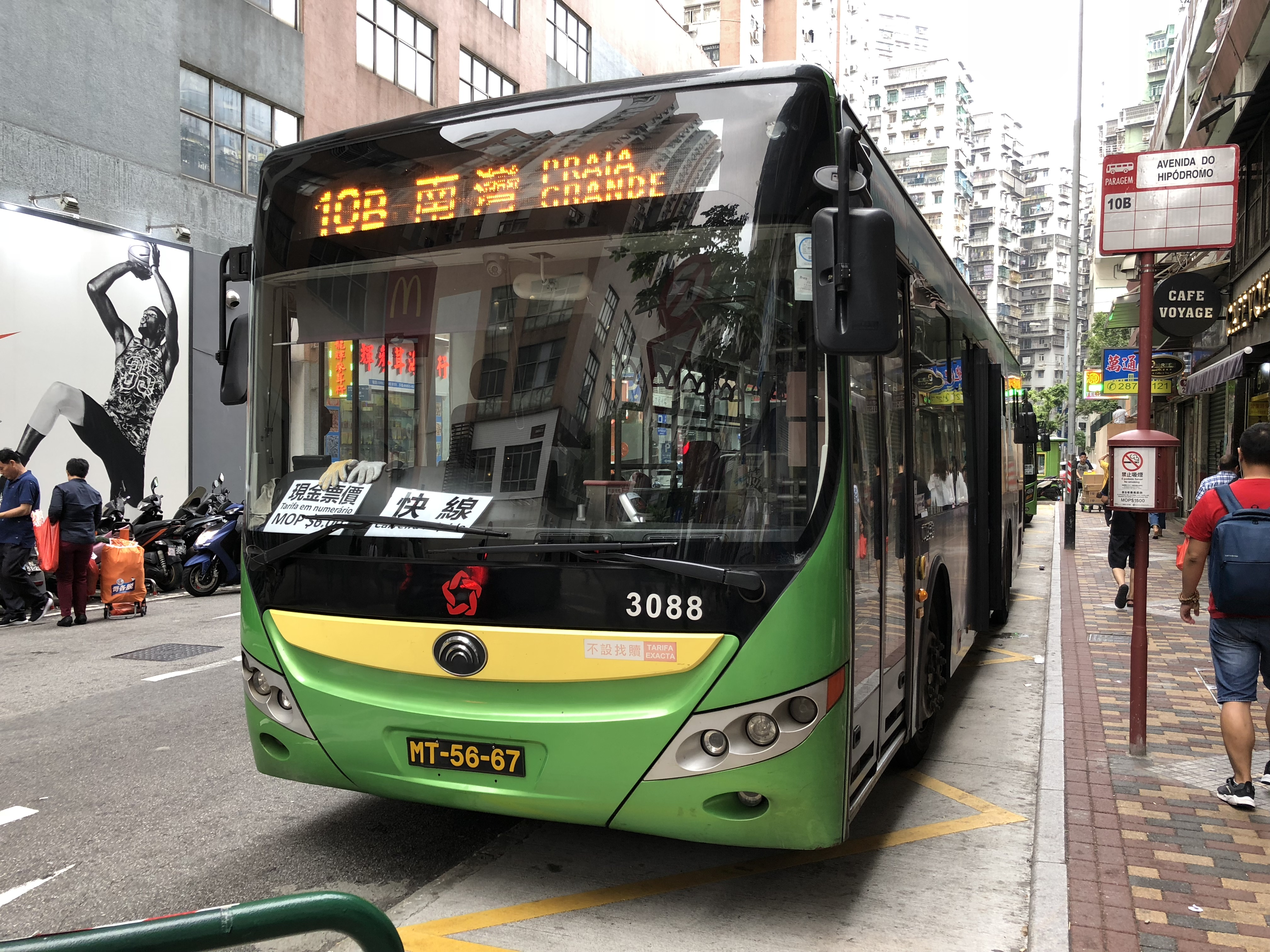
宇通ZK6118HGE
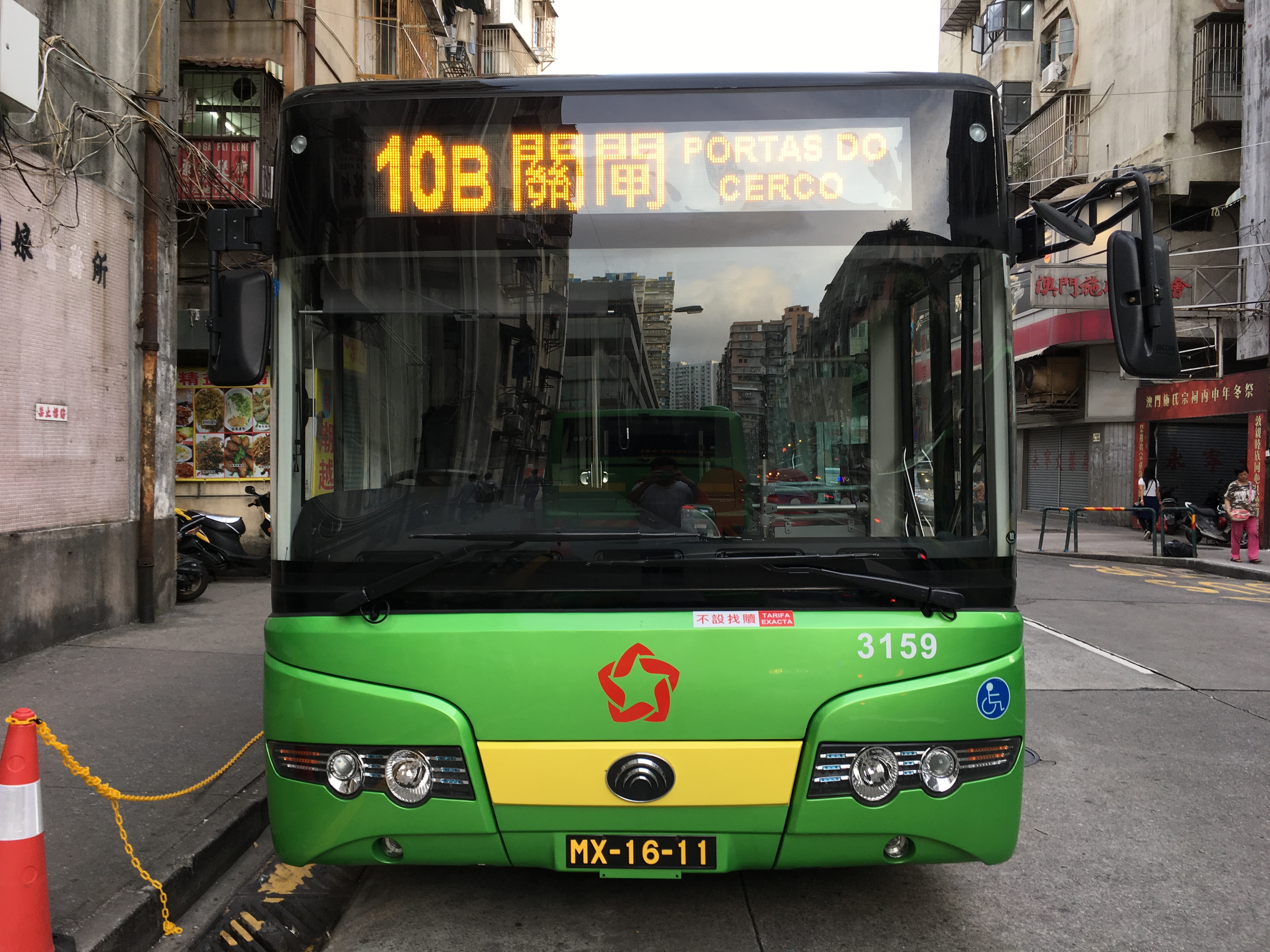
宇通ZK6105HG
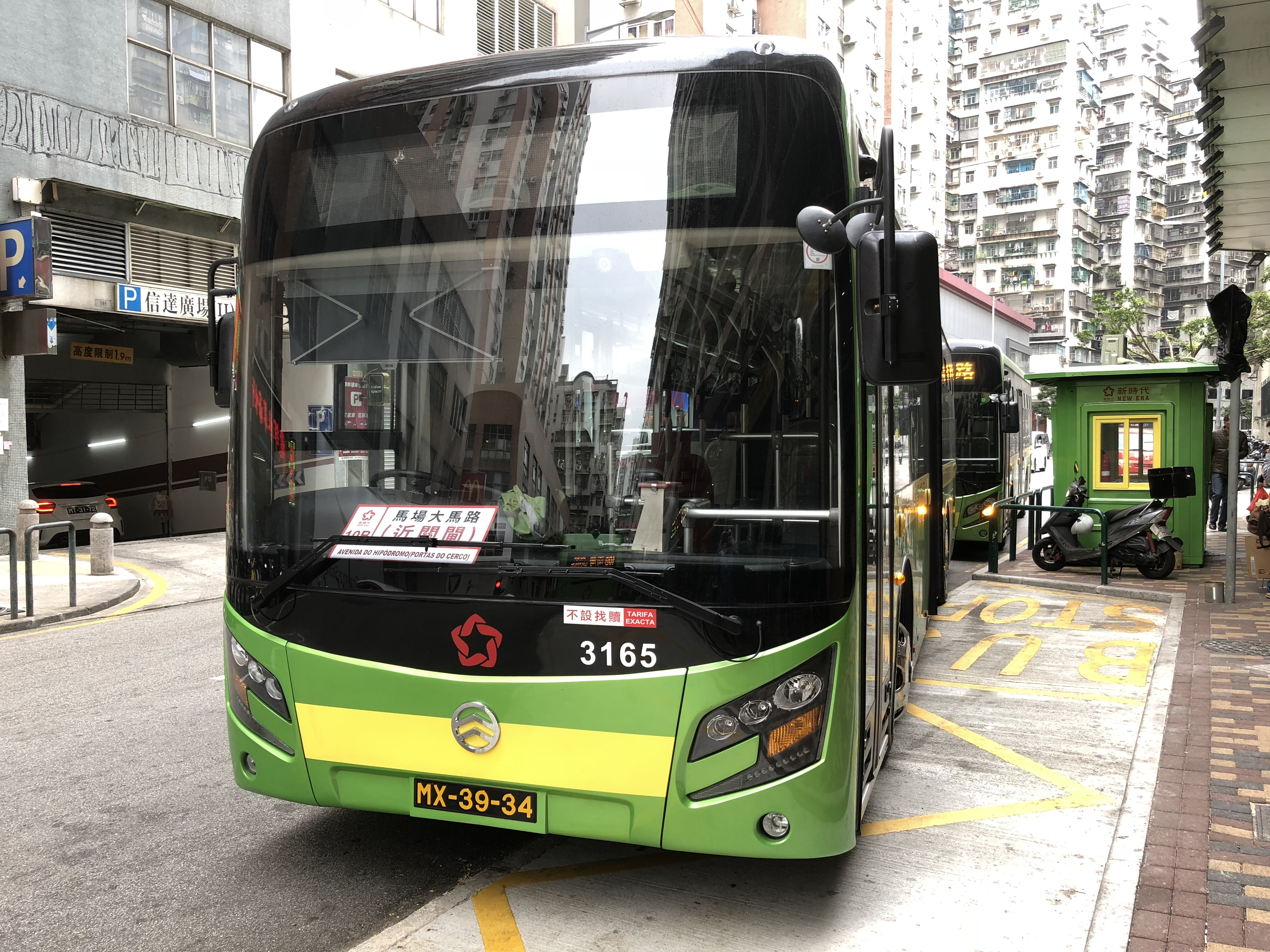
廈門金旅XML6105J15

2016年12月起：
- 宇通ZK6118HGE

2017年8月起：
- 宇通ZK6118HGE
- 宇通ZK6105HG

2017年12月起：
- 宇通ZK6118HGE
- 廈門金旅XML6105J15

### 澳巴時期（新兩巴時期）
2022年2月28日前：

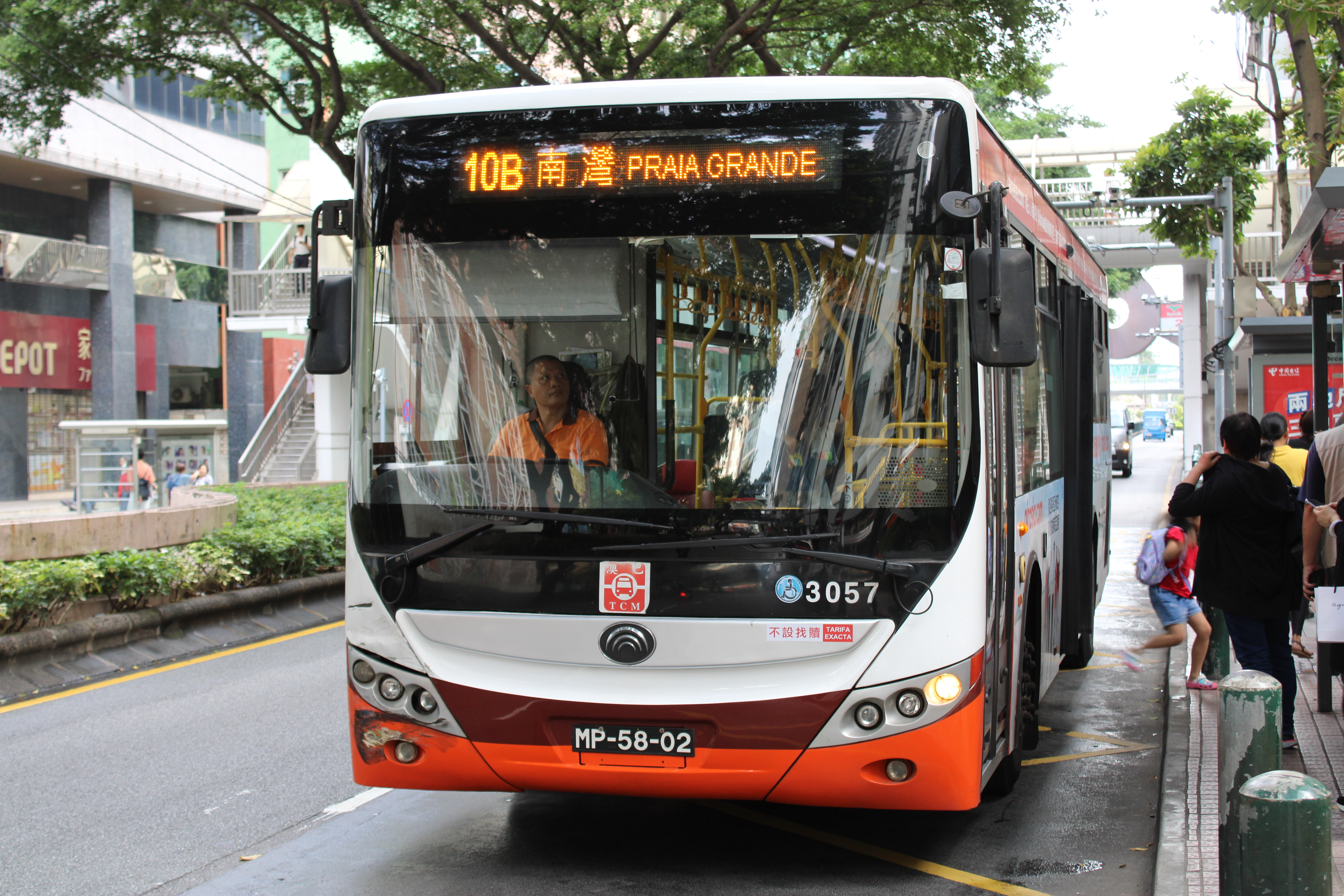
宇通ZK6118HGE
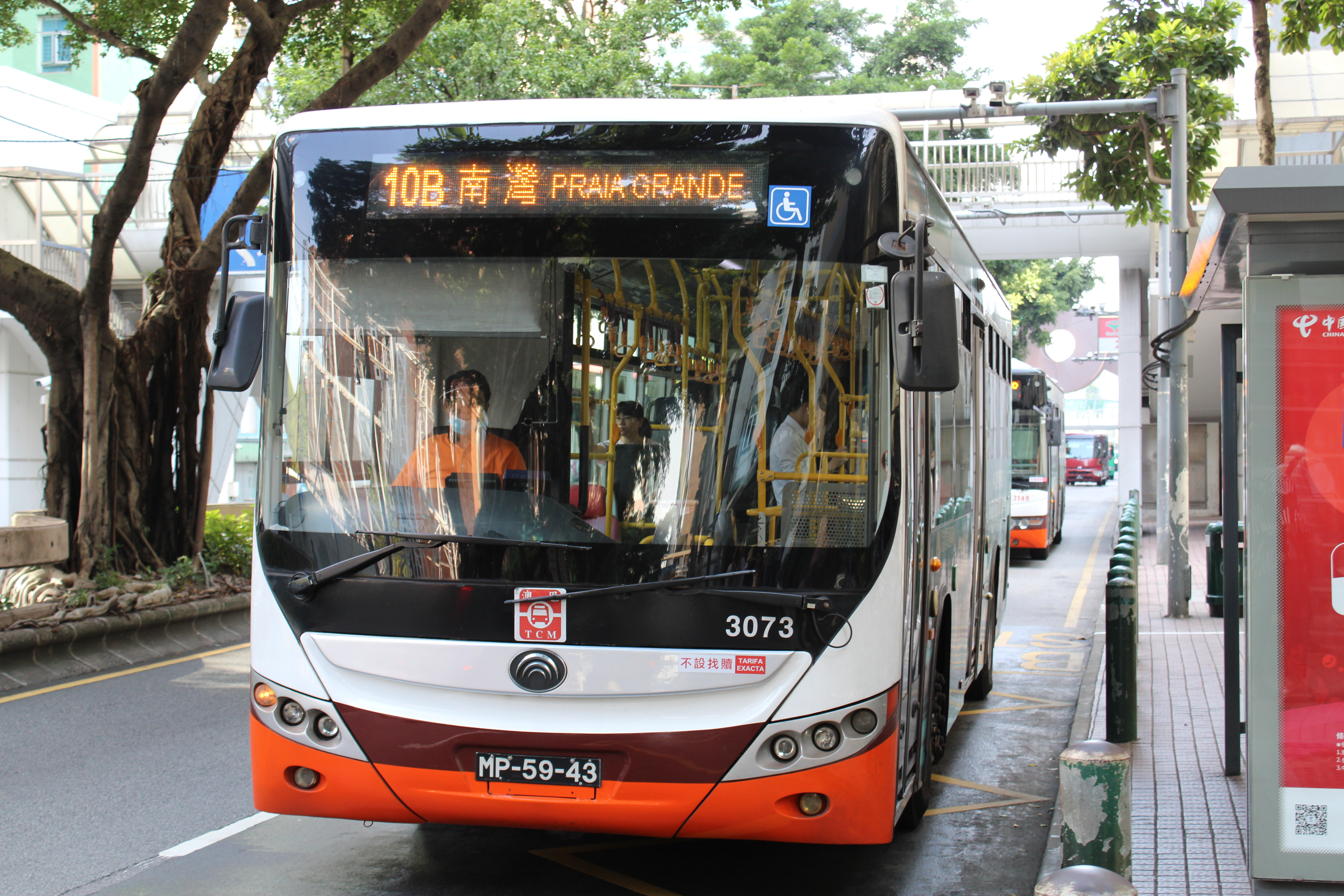
宇通ZK6118HGE
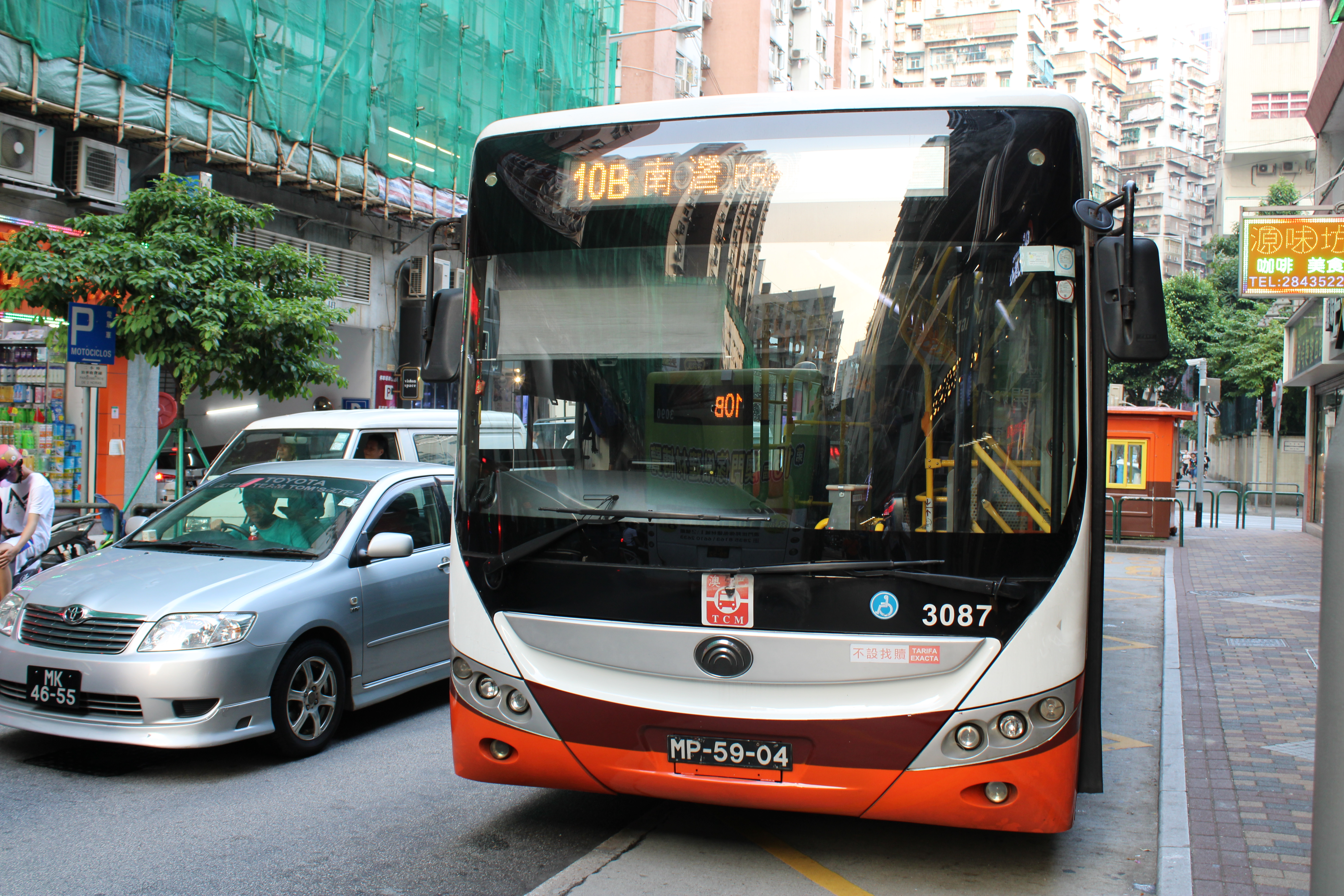
宇通ZK6118HGE
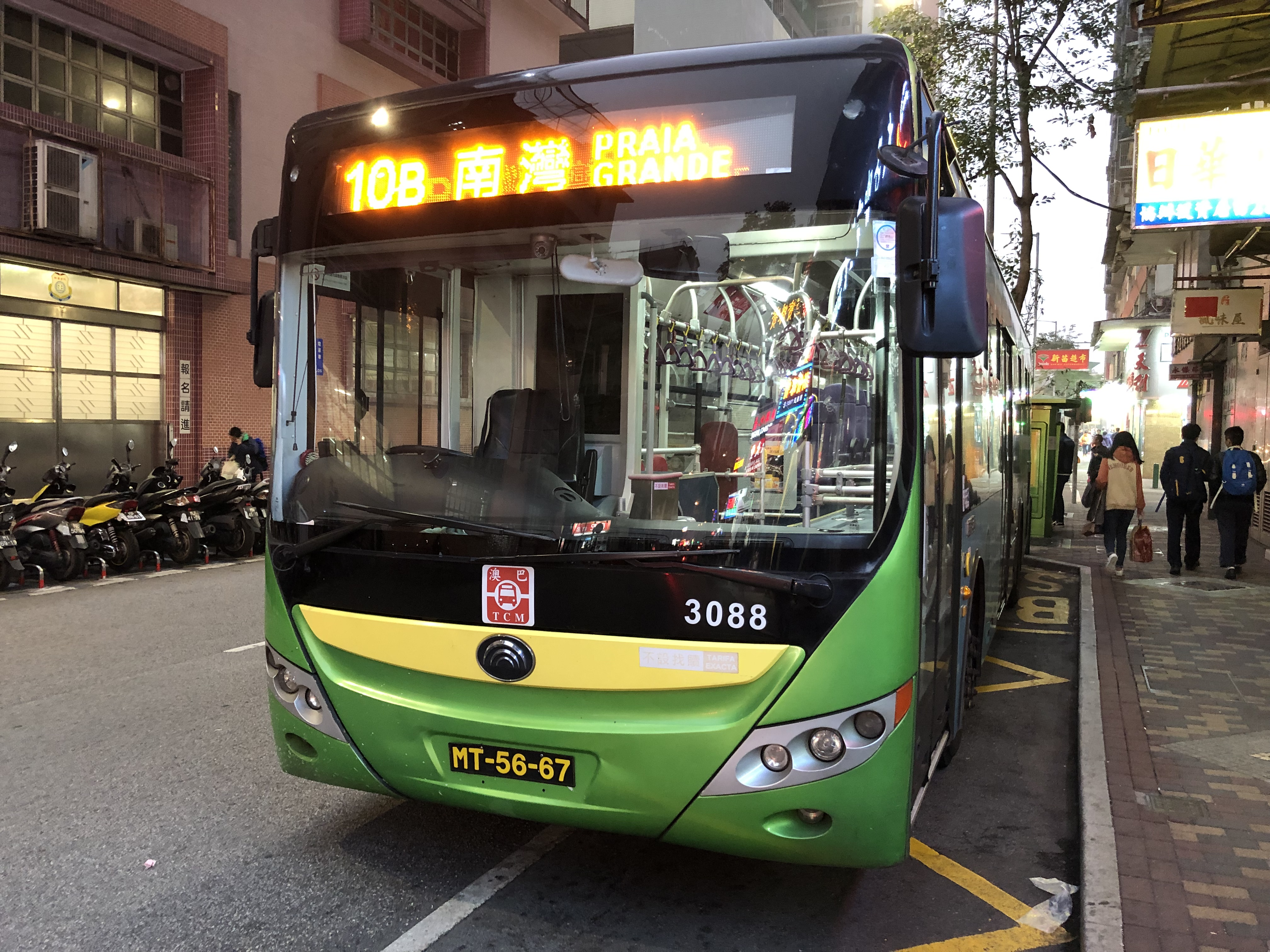
宇通ZK6118HGE
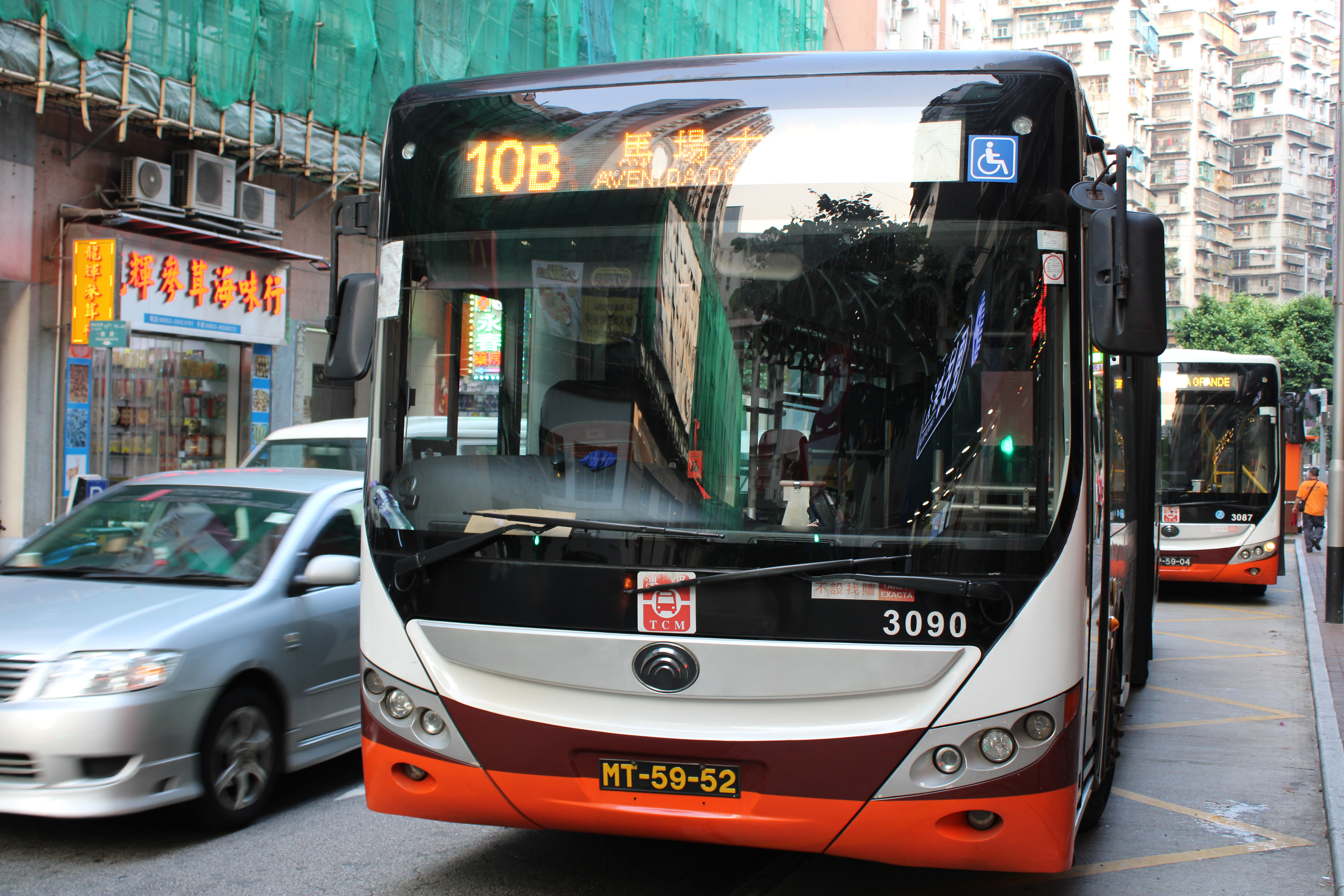
宇通ZK6118HGE
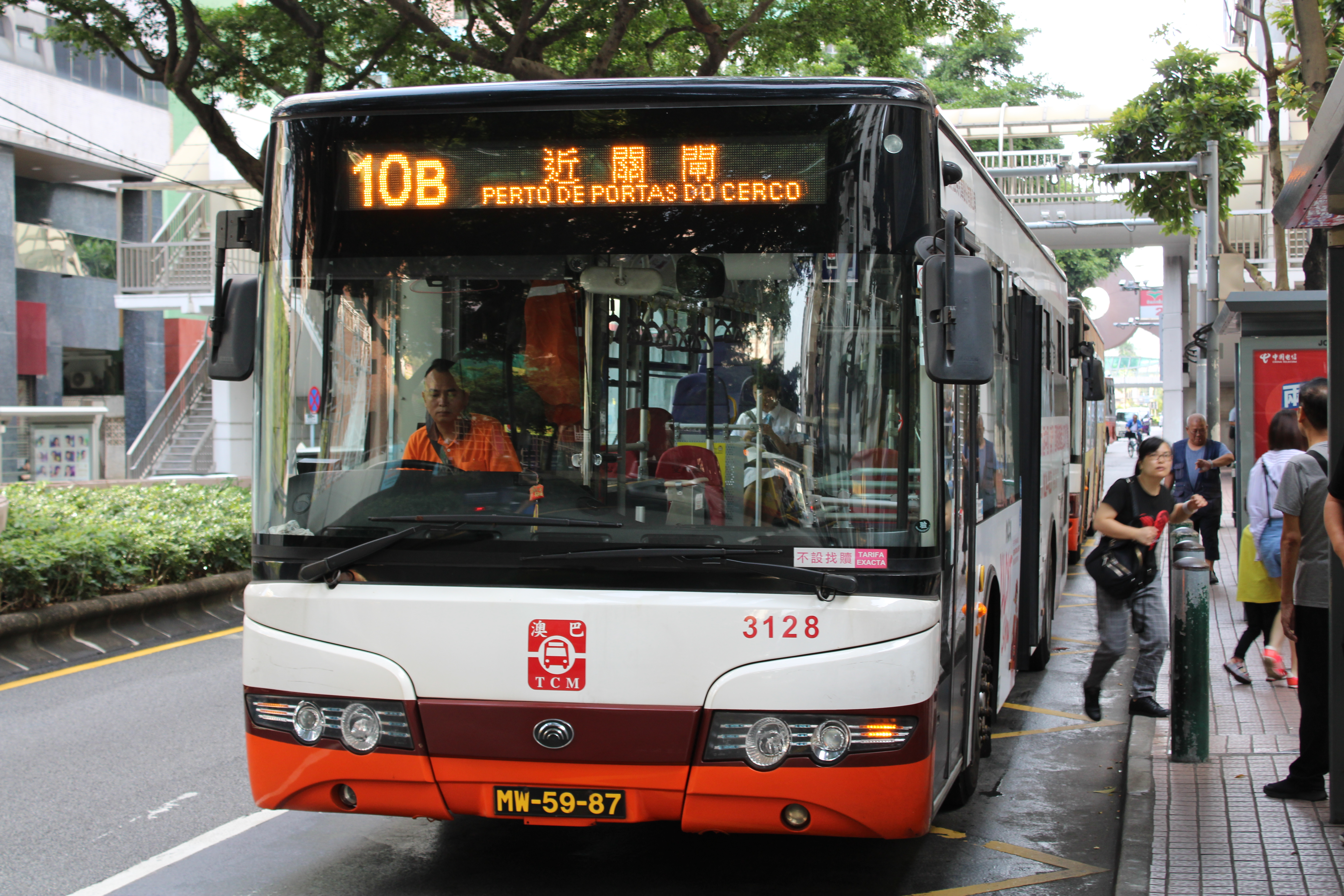
宇通ZK6115HG1
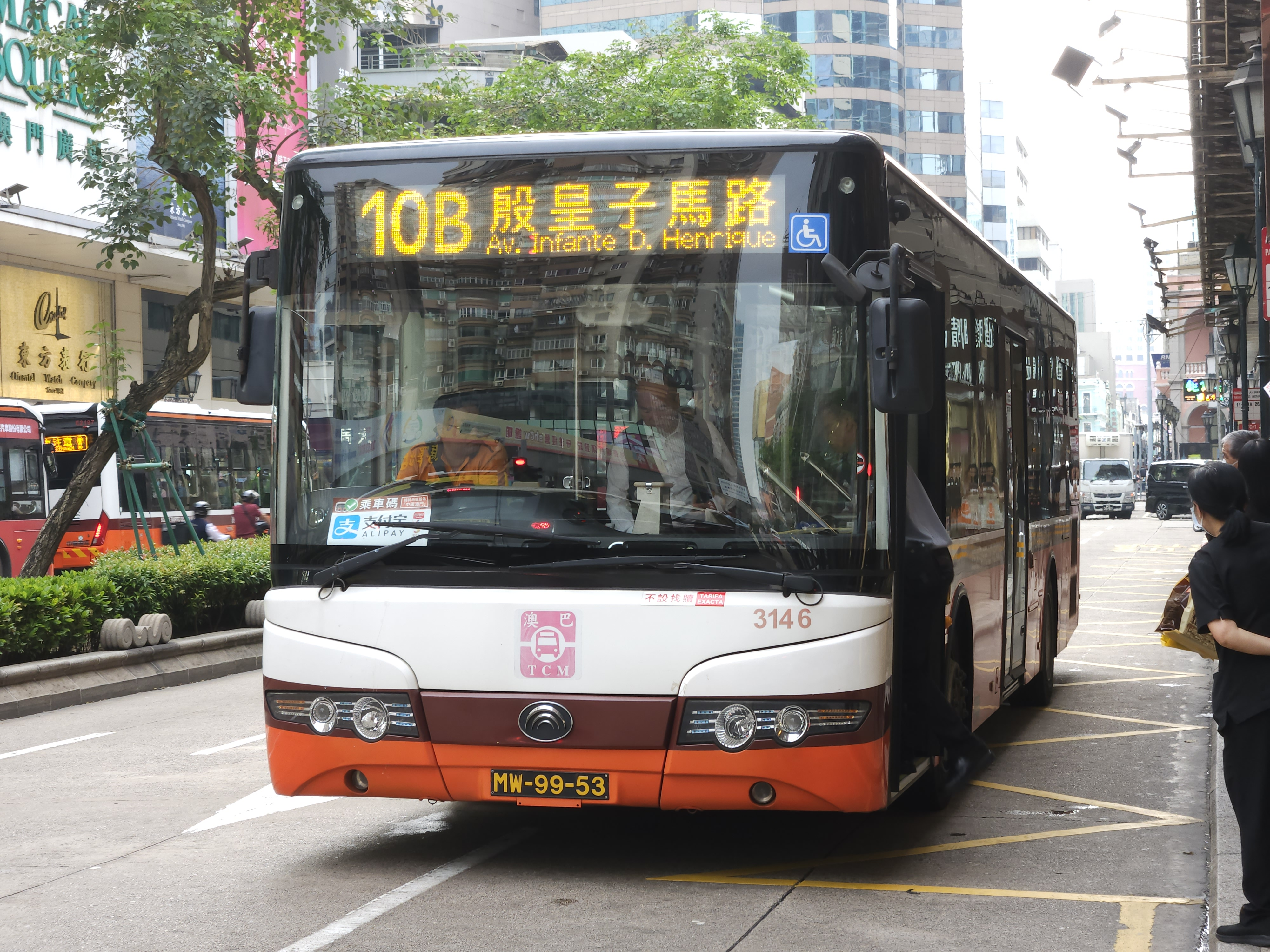
宇通ZK6105HG
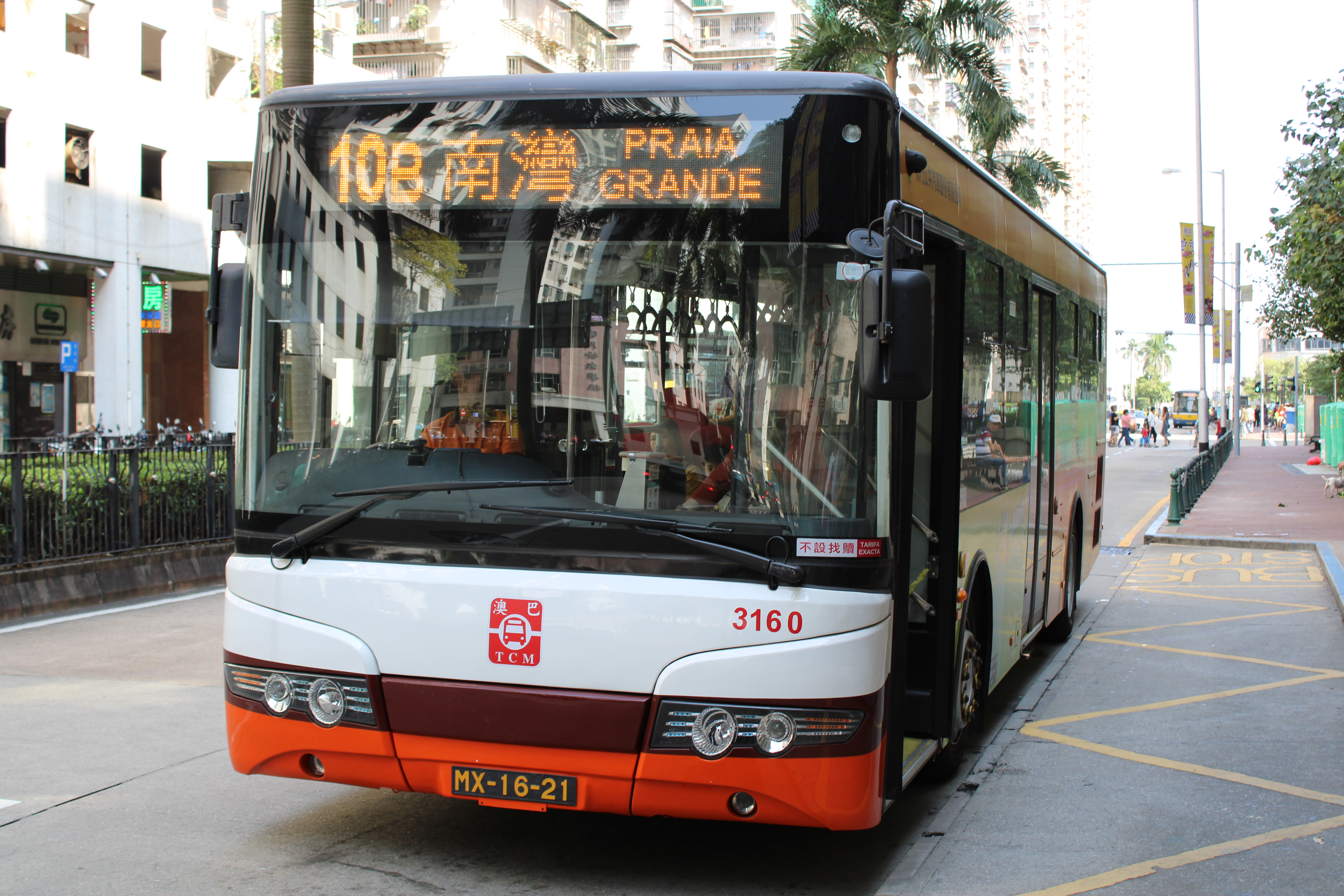
宇通ZK6105HG
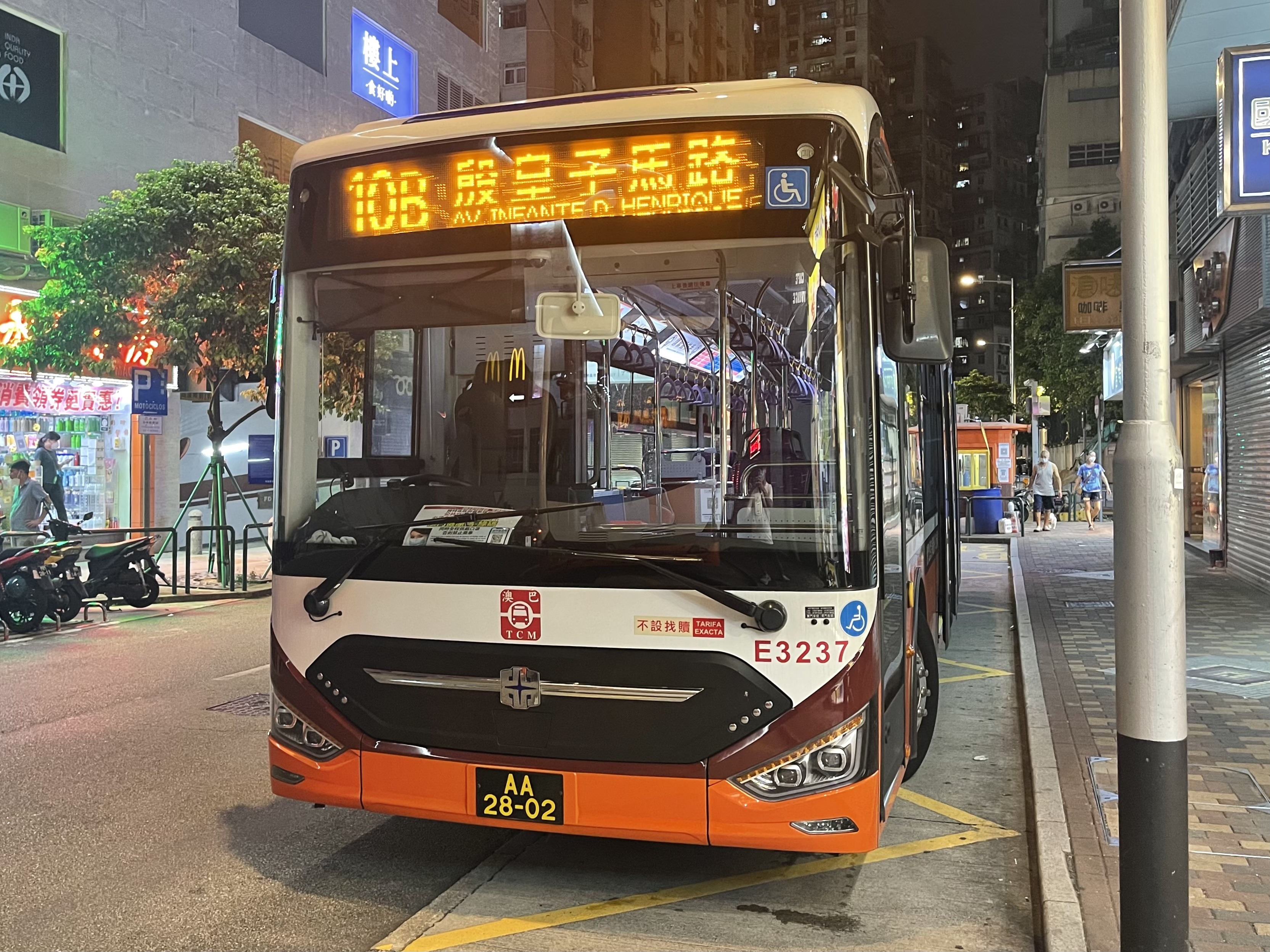
中通LCK6113SHEVG
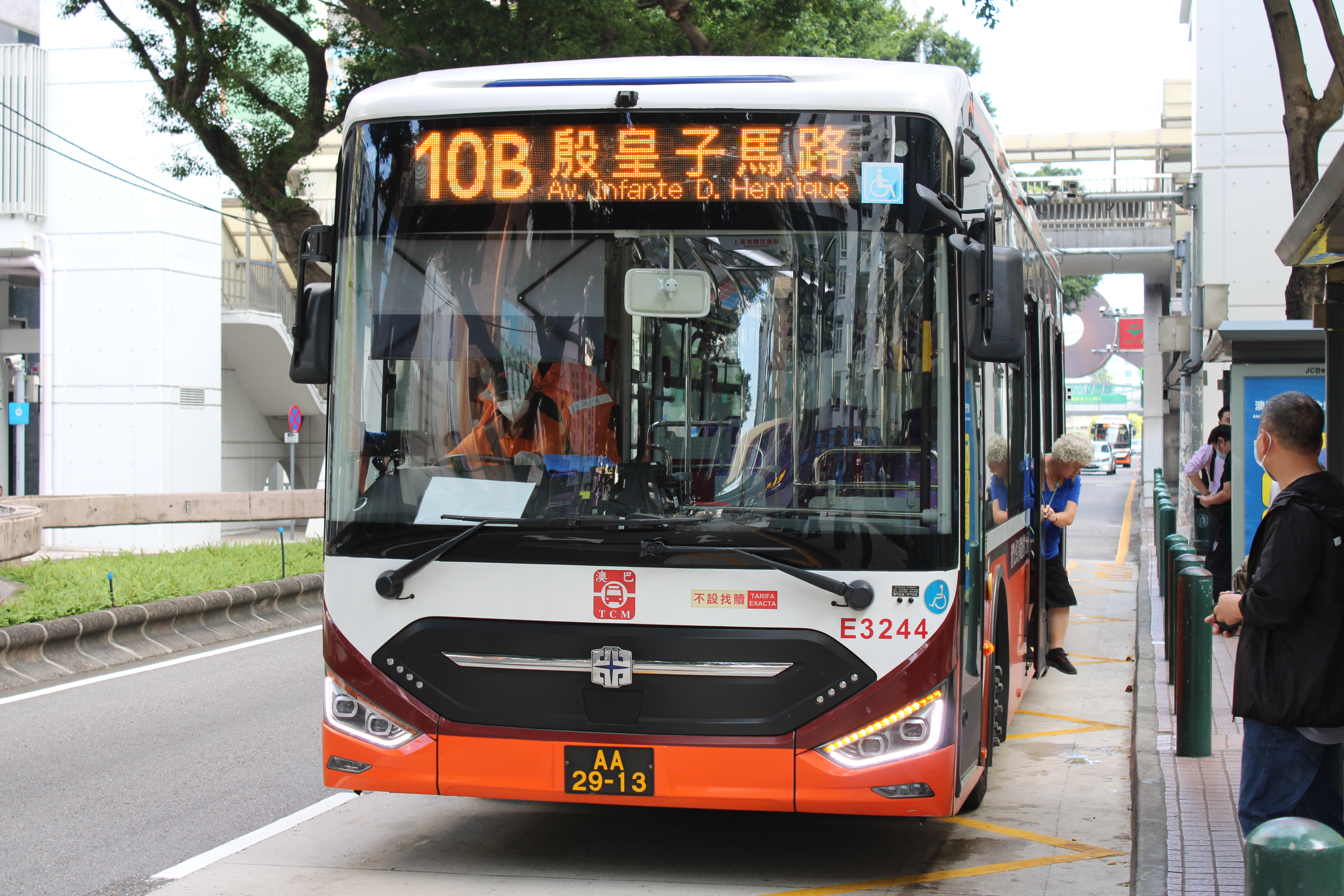
中通LCK6113SHEVG
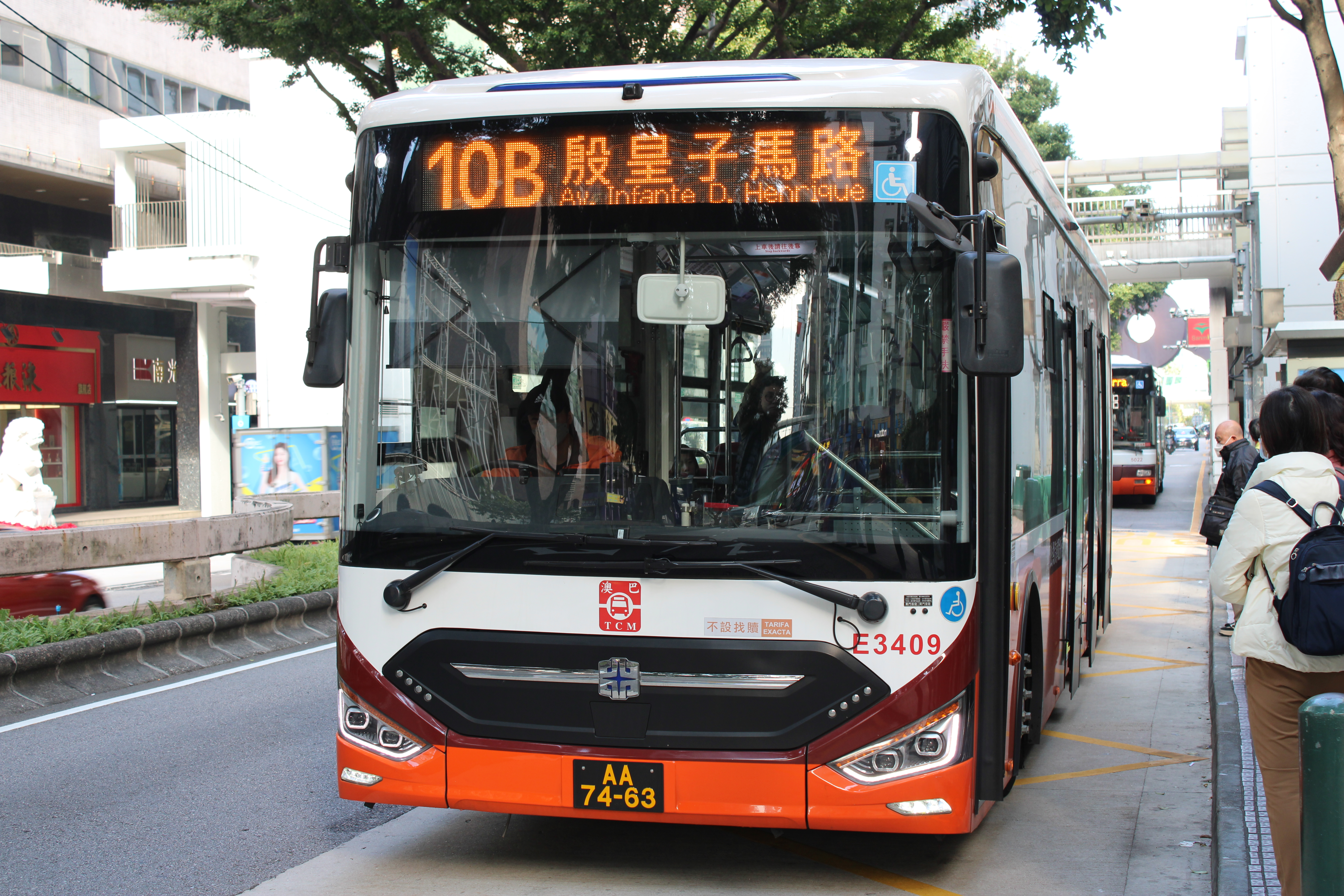
中通LCK6113SHEVG
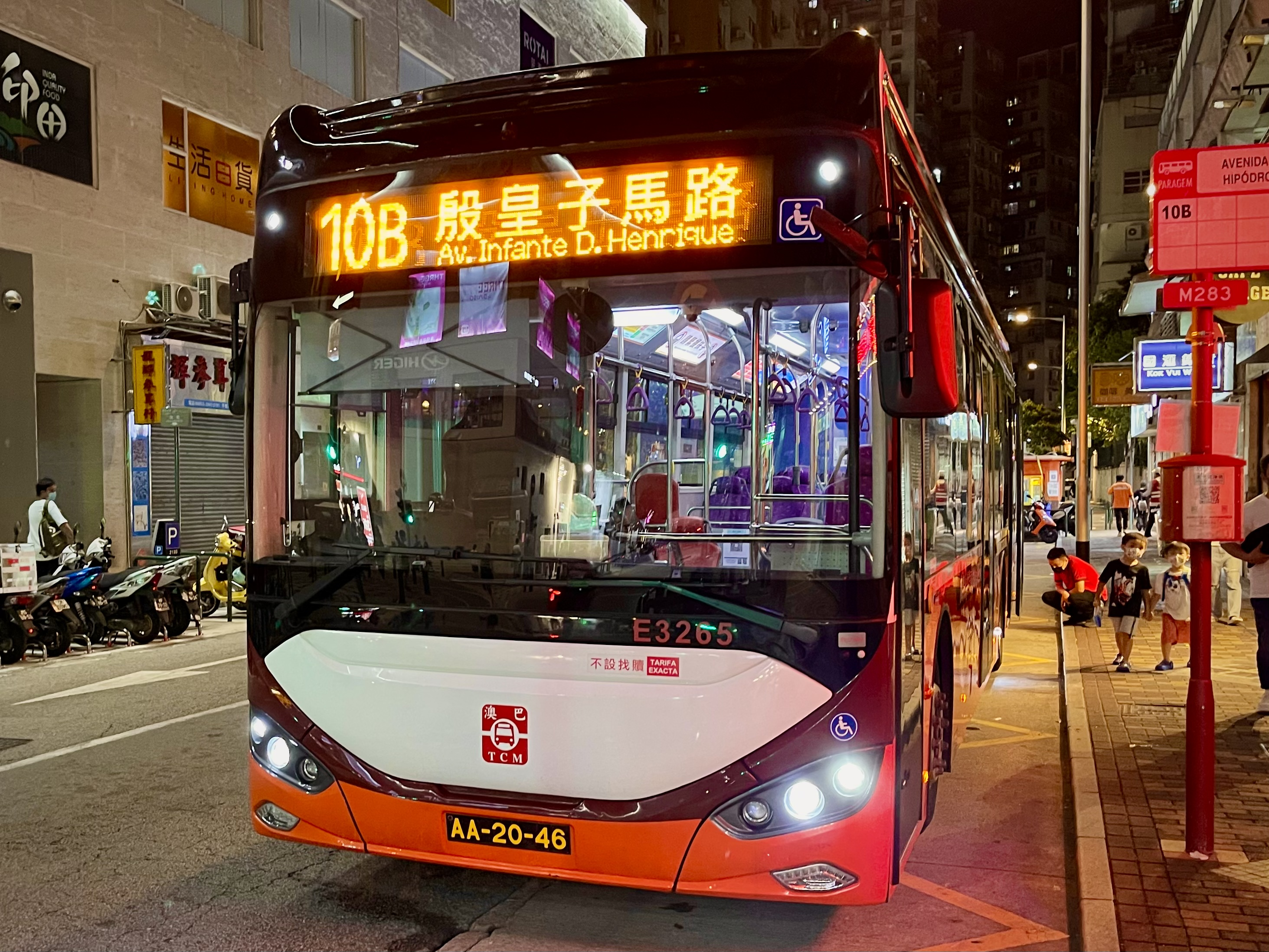
蘇州金龍KLQ6116GHEV
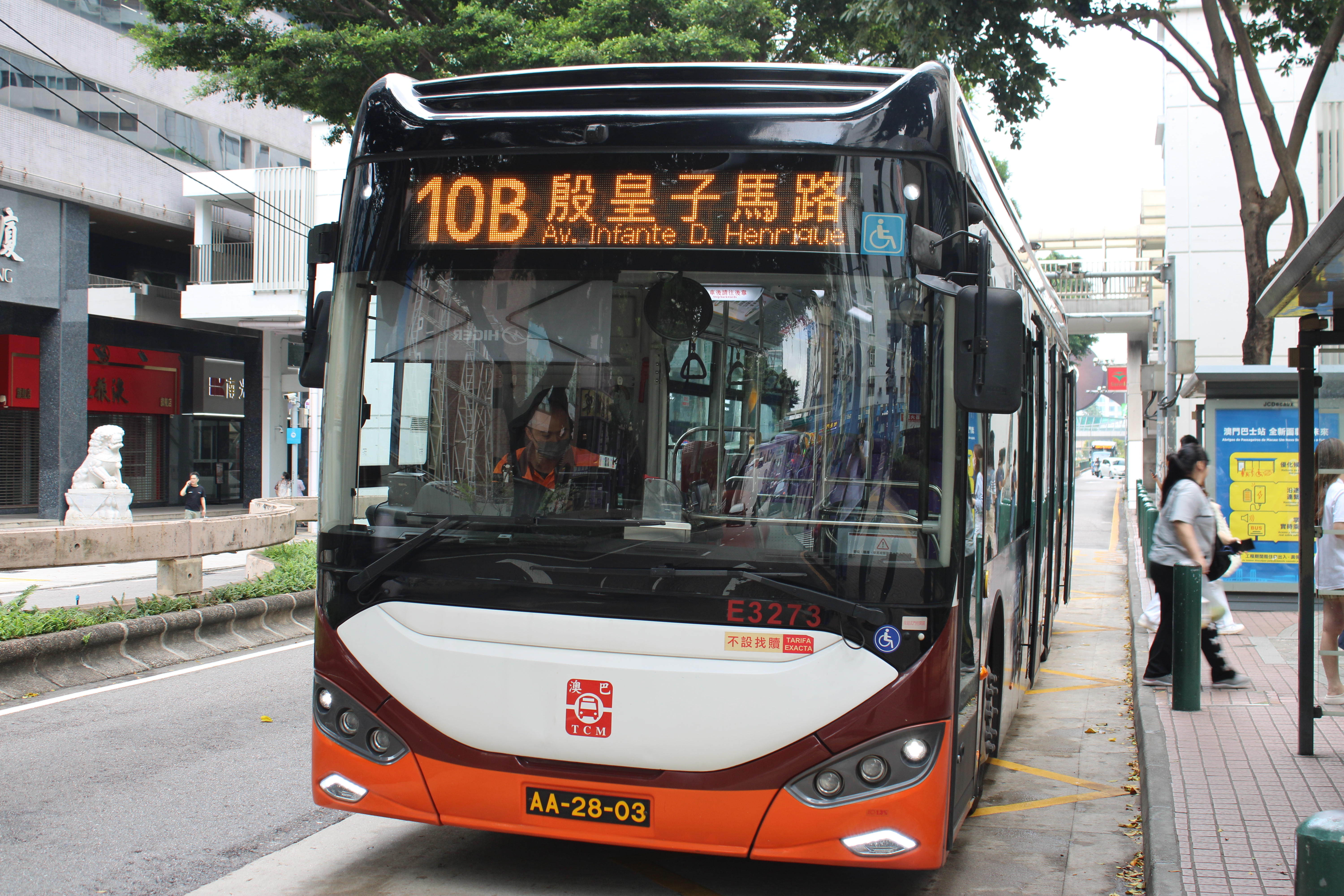
蘇州金龍KLQ6116GHEV
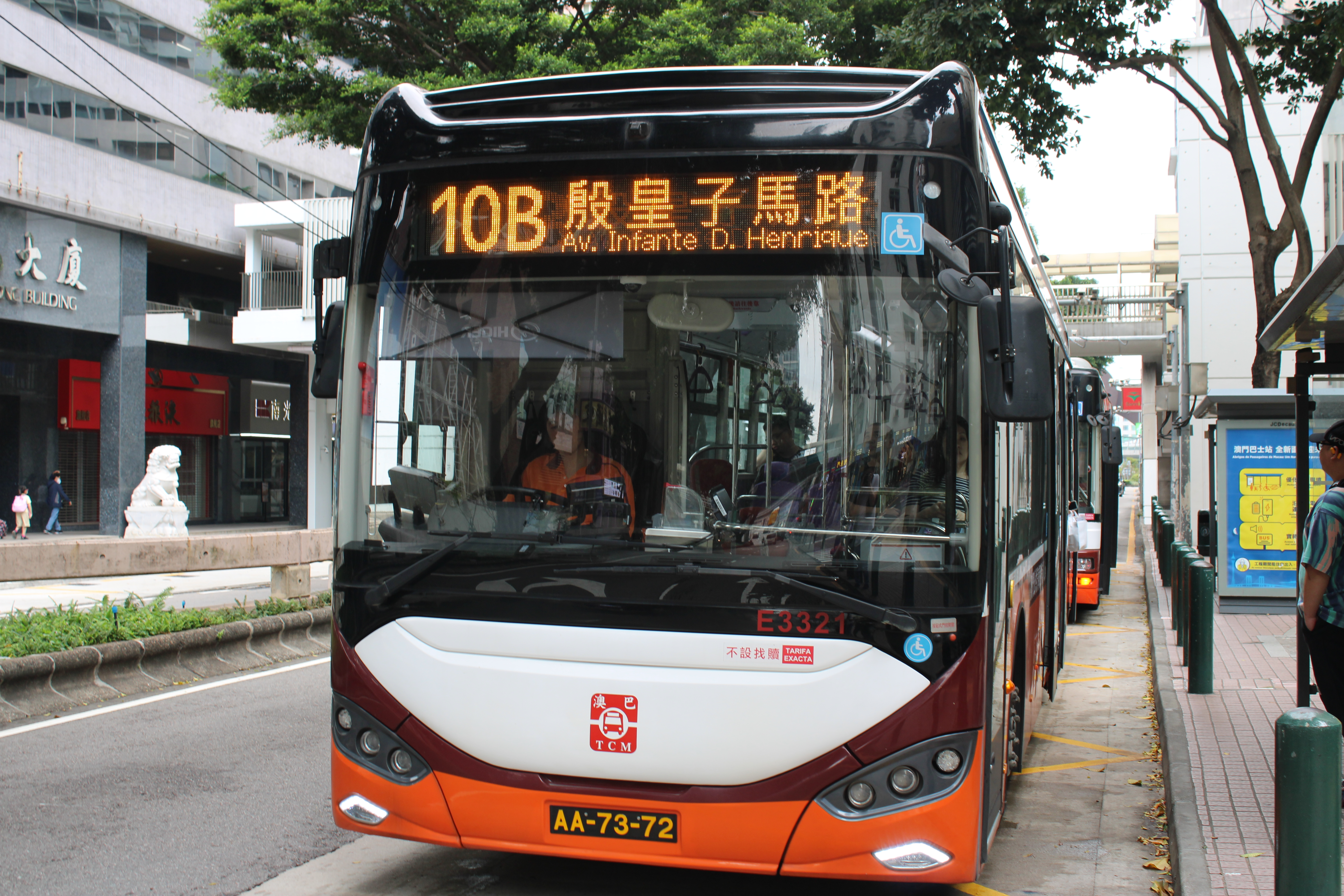
蘇州金龍KLQ6116GHEV
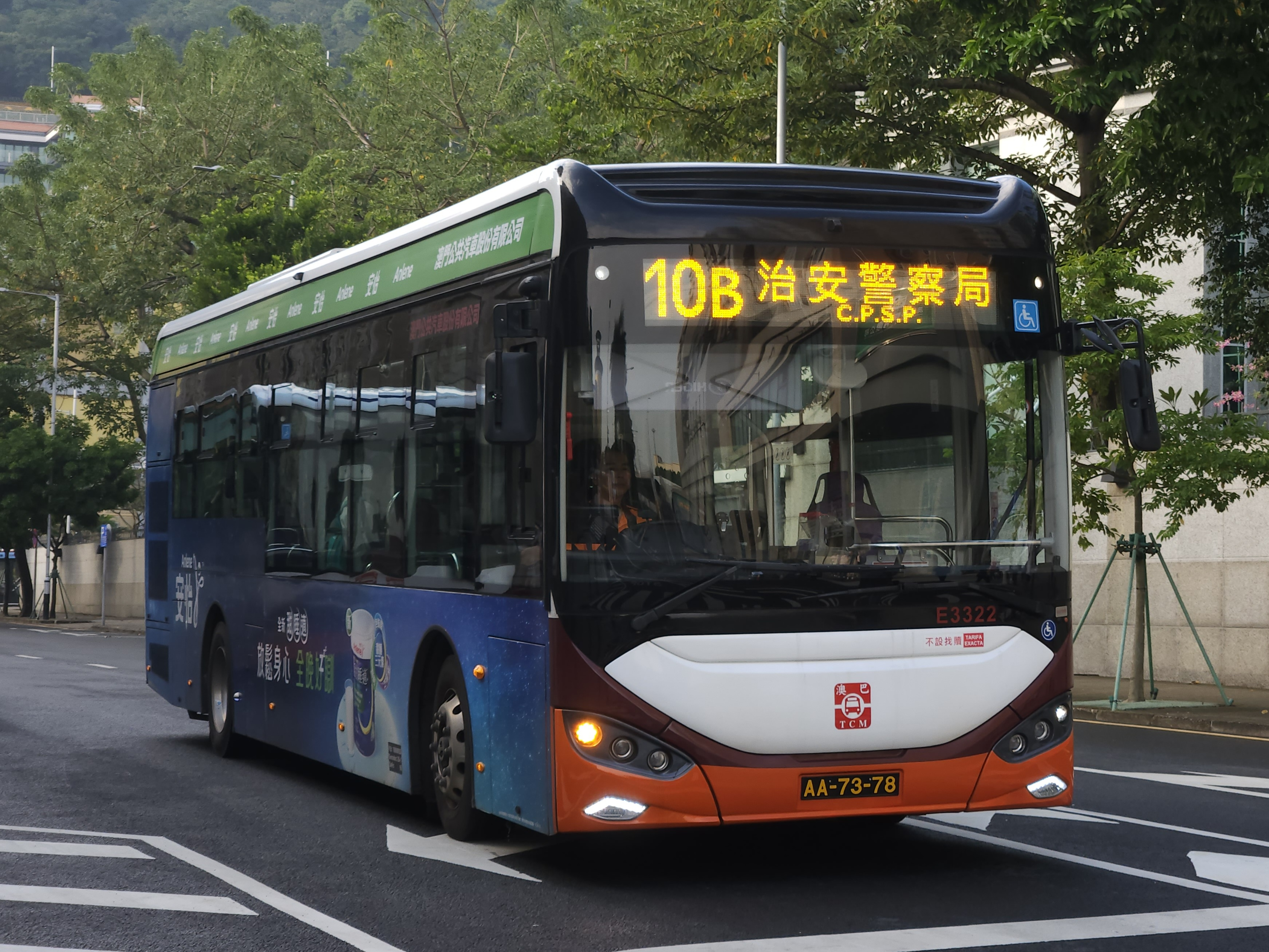
蘇州金龍KLQ6116GHEV
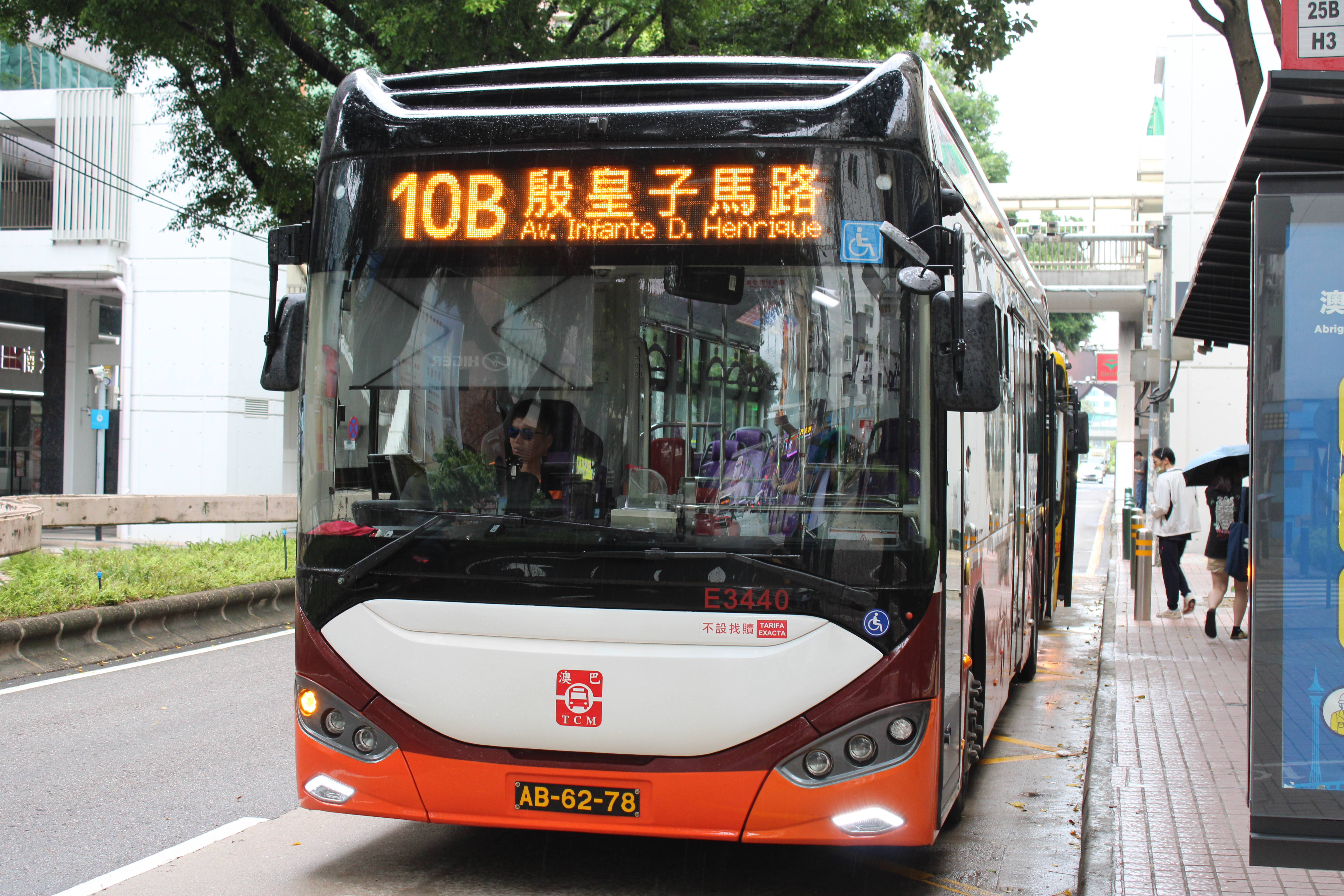
蘇州金龍KLQ6116GHEV
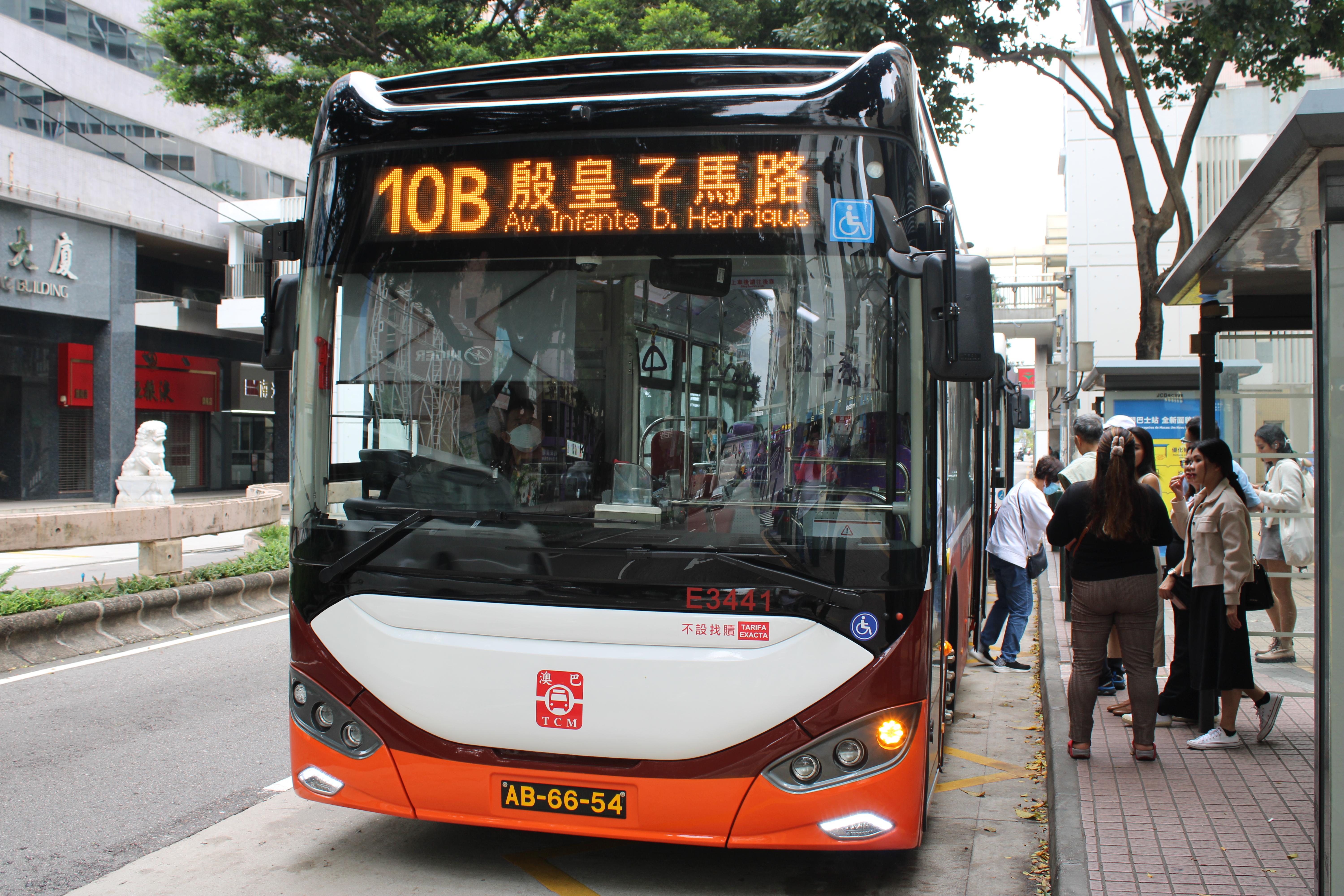
蘇州金龍KLQ6116GHEV
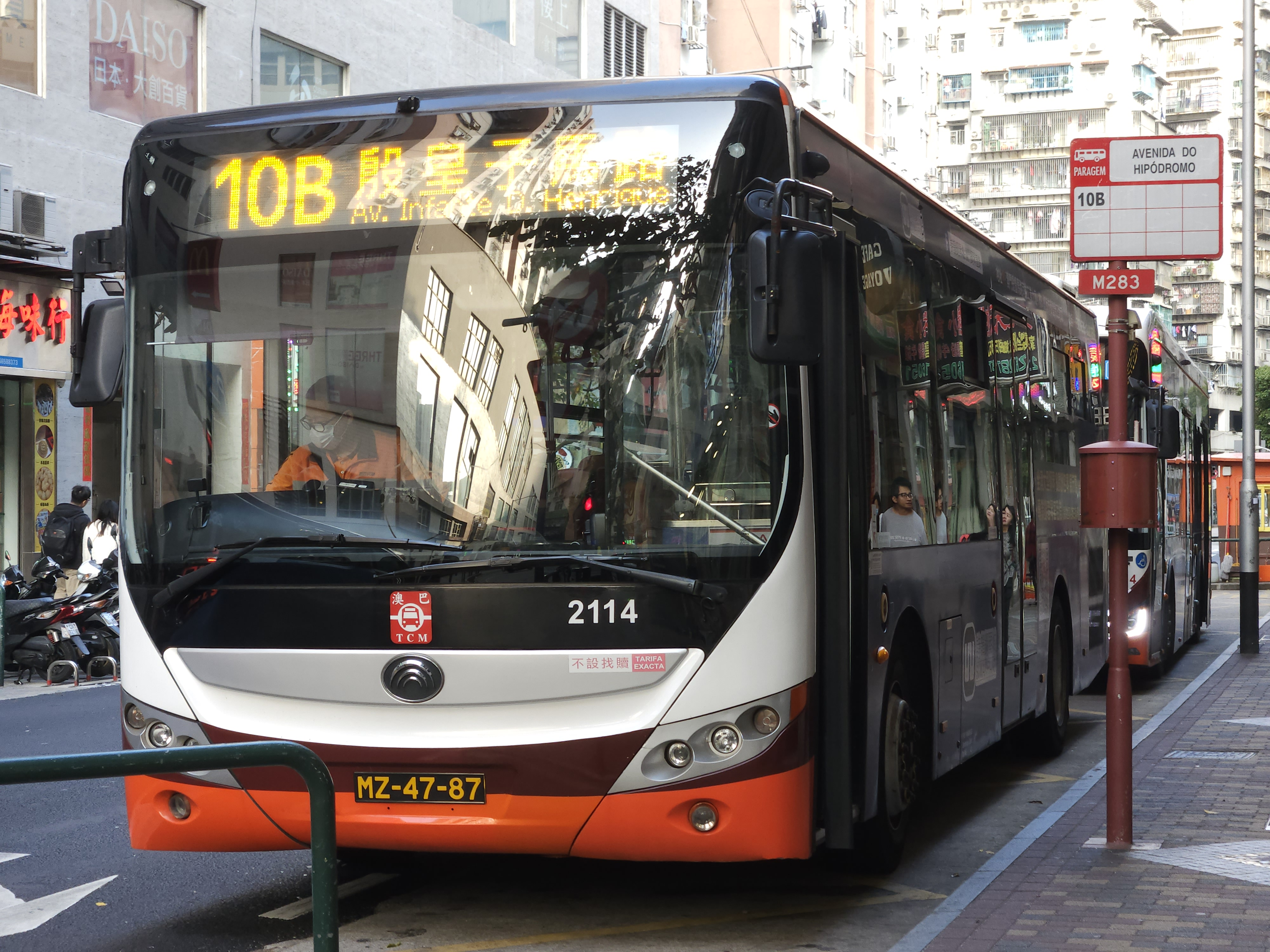
宇通ZK6986HG
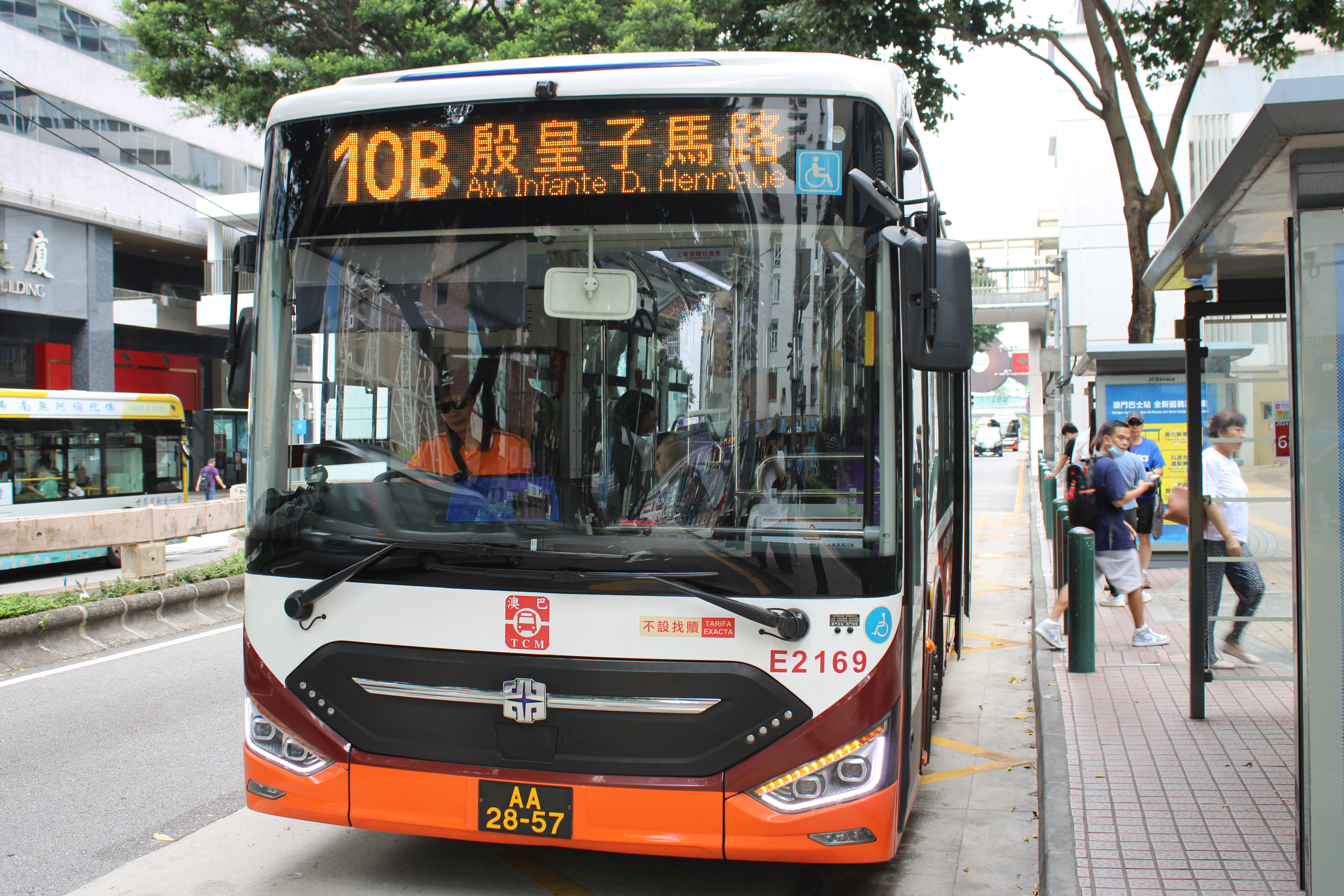
中通LCK6980SHEVG

2022年2月28日後：
- 宇通ZK6118HGE
- 中通LCK6113SHEVG

2022年5月16日起：
- 中通LCK6113SHEVG
- 宇通ZK6115HG1

2022年5月18日起：
- 中通LCK6113SHEVG

2022年7月7日起：
- 中通LCK6113SHEVG
- 宇通ZK6118HGE
- 宇通ZK6115HG1
- 宇通ZK6105HG

2022年7月23日起：
- 中通LCK6113SHEVG

2022年8月16日起：
- 中通LCK6113SHEVG
- 宇通ZK6118HGE

2022年9月7日起：
- 中通LCK6113SHEVG

2024年4月1日起：
- 蘇州金龍KLQ6116GHEV

## 電牌
| 往關閘方向                   | 往關閘方向        | 往關閘方向 |
| 日期                         | 頭牌              | 圖例       |
| ---------------------------- | ----------------- | ---------- |
| 2017年9月30日前              | 關閘              |            |
| 2017年9月30日至2024年9月23日 | 馬場大馬路        |            |
| 2024年9月24日起              | 馬場大馬路        |            |
| 2024年9月23日                | 關閘 通往拱北口岸 |            |
| 往南灣方向                   |                   |            |
| 日期                         | 頭牌              | 圖例       |
| 2021年1月1日前               | 南灣              |            |
| 2022年前 （逢大賽車期間）    | 南灣              |            |
| 2021年1月1日起               | 殷皇子馬路        |            |
| 2023年起 （逢大賽車期間）    | 治安警察局        |            |

## 路線資料

### 收費
| 收費類別     | 收費類別                      | 收費類別             | 費用 |
| ------------ | ----------------------------- | -------------------- | ---- |
| 現金         | 現金                          | 現金                 | $6.0 |
| 境外支付工具 | 支付寶（內地及香港）          | 支付寶（內地及香港） | $6.0 |
| 境外支付工具 | 雲閃付 非綁定澳門銀聯卡       |                      | $6.0 |
| 境外支付工具 | 微信支付（內地及香港）        |                      | $6.0 |
| 境外支付工具 | 交通聯合 非澳門發行的全國通卡 |                      | $6.0 |
| 境內支付工具 | 澳門通                        | 全民卡               | $3.0 |
| 境內支付工具 | 澳門通                        | 學生卡               | $1.5 |
| 境內支付工具 | 澳門通                        | 長者卡               | 免費 |
| 境內支付工具 | 澳門通                        | 殘疾卡               | 免費 |
| 境內支付工具 | 聚易用＋                      | 聚易用＋             | $3.0 |

### 服務時間及班距
| 服務時間                     | 服務時間   | 星期一至五  | 例假日 （含公眾假期） |
| ---------------------------- | ---------- | ----------- | --------------------- |
| 馬場大馬路                   | 馬場大馬路 | 06:00-01:15 | 06:00-01:15           |
| 班距                         | 尖峰       | 6-12分鐘    | 10-15分鐘             |
| 班距                         | 離峰       | 10-15分鐘   | 10-15分鐘             |
| 懸掛8號風球後1小時開出尾班車 |            |             |                       |

### 路線停站
| 10B  | 馬場大馬路 ↺ 殷皇子馬路 | 馬場大馬路 ↺ 殷皇子馬路 | 馬場大馬路 ↺ 殷皇子馬路 |
| 序號 | 循環線                  | 循環線                  | 循環線                  |
| 序號 | 站號                    | 站名                    | 出入境口岸              |
| 1    | M283                    | 馬場大馬路              |                         |
| 2    | M220/2                  | 祐漢街市                |                         |
| 3    | M224                    | 永康街／麗華            |                         |
| 4    | M215                    | 福泰工業大廈            |                         |
| 5    | M219/2                  | 勞動節大馬路            |                         |
| 6    | M51                     | 東北大馬路／廣華        |                         |
| 7    | M233                    | 東北大馬路／東華        |                         |
| 8    | M48                     | 慕拉士／飛通大廈        |                         |
| 9    | M52                     | 漁翁街／勞工事務局      |                         |
| 10   | M239/2                  | 外港碼頭                | 外港客運碼頭            |
| 11   | M254/2                  | 友誼馬路／行車天橋      |                         |
| 12   | M241                    | 金蓮花廣場              |                         |
| 13   | M71                     | 廈門街／澳門理工大學    |                         |
| 14   | M155                    | 東方拱門                |                         |
| 15   | M157/2                  | 治安警察局              |                         |
| 16   | M162                    | 中華廣場                |                         |
| 17   | M170/2                  | 殷皇子馬路              |                         |
| 18   | M69/1                   | 葡京酒店                |                         |
| 19   | M160/1                  | 十月一號前地            |                         |
| 20   | M158/1                  | 北京街／假日酒店        |                         |
| 21   | M161                    | 高美士／利澳            |                         |
| 22   | M70                     | 澳門理工大學            |                         |
| 23   | M118/2                  | 高美士／馬六甲街停車場  |                         |
| 24   | M62/1                   | 回力                    |                         |
| 25   | M53                     | 水塘北角／勞工事務局    |                         |
| 26   | M55                     | 東北大馬路／南澳        |                         |
| 27   | M206/2                  | 黑沙環新街／建華        |                         |
| 28   | M246                    | 永華街                  |                         |
| 29   | M283                    | 馬場大馬路              |                         |

### 賽車期間路線停站
| 10B  | 馬場大馬路 ↺ 東方拱門 | 馬場大馬路 ↺ 東方拱門  |
| 序號 | 循環線                | 循環線                 |
| 序號 | 站號                  | 站名                   |
| 1    | M283                  | 馬場大馬路             |
| 2    | M220                  | 祐漢街市               |
| 3    | M224                  | 永康街／麗華           |
| 4    | M215                  | 福泰工業大廈           |
| 5    | M219                  | 勞動節大馬路           |
| 6    | M51                   | 東北大馬路／廣華       |
| 7    | M233                  | 東北大馬路／東華       |
| 8    | M47                   | 新雅馬路／母親會       |
| 9    |                       | 綜藝館臨時站           |
| 10   | M71                   | 廈門街／澳門理工大學   |
| 11   | M155                  | 東方拱門               |
| 12   | M157                  | 治安警察局             |
| 13   | M158                  | 北京街／假日酒店       |
| 14   | M161                  | 高美士／利澳           |
| 15   | M70                   | 澳門理工大學           |
| 16   | M118                  | 高美士／馬六甲街停車場 |
| 17   | M39                   | 澳廣視                 |
| 18   | M36                   | 慕拉士巷               |
| 19   | M55                   | 東北大馬路／南澳       |
| 20   | M206                  | 黑沙環新街／建華       |
| 21   | M246                  | 永華街                 |
| 22   | M283                  | 馬場大馬路             |

- 粗體字為大賽車期間臨時停靠站點

## 重大意外
- 2004年11月5日，一輛澳巴10B線豐田Coaster小巴在駛經利澳酒店時，被高處硬物擊中右邊車窗，一名女乘客眼部被玻璃碎片擊中受傷。[14]
- 2007年11月9日，澳巴10路線一輛日野大巴，在關閘總站失控，先撞向前面另一輛澳巴10B線五洲龍大巴，之後向右再撞到一幅牆才停下；被撞的另一輛澳巴大巴又向前撞向前面一輛新福利3A線大巴。肇事失控巴士擋風玻璃嚴重破裂和車身嚴重凹陷，而被撞澳巴大巴一邊擋風玻璃飛脫，車身嚴重凹陷，而新福利大巴則輕微受損。
- 2009年9月26日，澳巴一輛行駛10B路線的五洲龍FDG6920G巴士，懷疑跟車太貼，在外港客運碼頭“發財巴”停泊區對開撞向一輛新福利3路線大巴。肇事澳巴車頭凹陷，右邊擋風玻璃破裂，而新福利巴士車尾亦凹陷。事故中，澳巴車上1名女乘客口部受傷。[15]

## 圖片集

### 澳巴時期（舊兩巴時期）
- 五洲龍FDG6920G

### 新時代時期
- 宇通ZK6902HG
- 宇通ZK6902HG
- 宇通ZK6902HG
- 宇通ZK6902HG
- 宇通ZK6118HGE
- 宇通ZK6118HGE
- 宇通ZK6118HGE
- 宇通ZK6105HG
- 廈門金旅XML6105J15

### 澳巴時期（新兩巴時期）
- 宇通ZK6118HGE
- 宇通ZK6118HGE
- 宇通ZK6118HGE
- 宇通ZK6118HGE
- 宇通ZK6118HGE
- 宇通ZK6115HG1
- 宇通ZK6105HG
- 宇通ZK6105HG
- 中通LCK6113SHEVG
- 中通LCK6113SHEVG
- 中通LCK6113SHEVG
- 蘇州金龍KLQ6116GHEV
- 蘇州金龍KLQ6116GHEV
- 蘇州金龍KLQ6116GHEV
- 蘇州金龍KLQ6116GHEV
- 蘇州金龍KLQ6116GHEV
- 蘇州金龍KLQ6116GHEV
- 宇通ZK6986HG
- 中通LCK6980SHEVG

## 外部連結
- （繁體中文）澳門公共汽車股份有限公司官方網頁 （页面存档备份，存于）